# فجوات التحصيل الدراسي في الولايات المتحدة
سجلت فجوات التحصيل الدراسي في الولايات المتحدة، وكذلك التفاوتات المستمرة في مقاييس الأداء التعليمي بين المجموعات الفرعية من الطلاب الأمريكيين، وخاصة المجموعات التي تحددها الحالة الاجتماعية والاقتصادية والعرق والجنس. يمكن ملاحظة فجوة التحصيل في مجموعة متنوعة من المقاييس، بما في ذلك درجات الاختبارات القياسية، ومتوسط الدرجات، ومعدلات التسرب، ومعدلات الالتحاق بالكلية ومعدلات إكمالها. بينما تركز هذه المقالة على فجوة التحصيل في الولايات المتحدة، توجد فجوة التحصيل بين الطلاب ذوي الدخل المنخفض والطلاب ذوي الدخل العالي في جميع الدول  وتمت دراستها على نطاق واسع في الولايات المتحدة ودول أخرى، بما في ذلك المملكة المتحدة  توجد فجوات أخرى مختلفة بين المجموعات حول العالم.
استمرت الأبحاث حول أسباب التباين في التحصيل الدراسي بين الطلاب من مختلف الخلفيات الاجتماعية والاقتصادية والعرقية منذ نشر تقرير كولمان لعام 1966 (المعنون رسميًا «تكافؤ الفرص التعليمية»)، بتكليف من وزارة التعليم الأمريكية، والتي وجدت أن مزيجًا من العوامل المنزلية والمجتمعية والمدرسية يؤثر على الأداء الأكاديمي ويساهم في فجوة التحصيل. وفقًا لعالم النفس التربوي الأمريكي ديفيد بيرلنير David Berliner ، فإن البيئات المنزلية والمجتمعية لها تأثير أقوى على التحصيل المدرسي مقارنة بالعوامل الموجودة في المدرسة، جزئياً، لأن الطلاب يقضون وقتًا خارج المدرسة أكثر من المدرسة. بالإضافة إلى ذلك، تختلف العوامل خارج المدرسة التي تؤثر على الأداء الأكاديمي اختلافًا كبيرًا بين الأطفال الذين يعيشون في فقر والأطفال من الأسر متوسطة الدخل. 
أصبحت فجوة التحصيل، كما ورد في بيانات الاتجاهات التي جمعها التقييم الوطني للتقدم التعليمي (NAEP)، نقطة محورية لجهود إصلاح التعليم من قبل عدد من المنظمات غير الربحية ومجموعات المناصرة. كانت محاولات تقليل فجوة التحصيل إلى الحد الأدنى عن طريق تحسين المساواة في الوصول إلى الفرص التعليمية عديدة ولكنها مجزأة، مثل العمل الإيجابي والتعليم متعدد الثقافات والمساواة المالية والتدخلات لتحسين اختبار المدارس وجودة المعلمين ومساءلتهم.

## فجوة التحصيل بحسب العرق
يتخلف تعليم الأميركيين الأفارقة وبعض الأقليات الأخرى عن تعليم المجموعات العرقية الأمريكية الأخرى، مثل البيض والأمريكيين الآسيويين، كما يتضح من نتائج الاختبارات والدرجات ومعدلات التخرج من المدارس الثانوية في المدن ومعدلات الإجراءات التأديبية ومعدلات منح الطلاب الجامعيين درجات. في الواقع، فإن معدلات التخرج من المدارس الثانوية ومعدلات الالتحاق بالجامعة قابلة للمقارنة مع معدلات البيض قبل 25 أو 30 عامًا. تجدر الإشارة أيضًا إلى أن فئة السكان المهاجرين الأفارقة (باستثناء الهايتيين وغيرهم من السود المولودين في الخارج المولودين خارج إفريقيا) تحظى بأعلى مستوى تعليمي من أي مجموعة في الولايات المتحدة، لكنهم يمثلون مجموعة صغيرة داخل الأميركيين الأفارقة الأكبر. تعداد السكان.حقق الأمريكيون من شرق آسيا من أصل تايواني وياباني وصيني وكوري أعلى الدرجات، حيث سجل آلاف من الآسيويين الشرقيين درجات كاملة، في جميع الاختبارات القياسية المدرسية مثل اختبارات SAT و GRE و MCAT وUSMLE واختبارات الذكاء متبوعة بالأشخاص البيض القوقازيين الذين يسجلون في المدى المتوسط يليهم طلاب من أصول إفريقية وأمريكيين من أصل إسباني يميلون إلى التسجيل في النطاقات الدنيا. حقق الطلاب الأمريكيون عمومًا درجات متوسطة في اختبار PISA الدولي، بينما حصلت دول شرق آسيا المتقدمة الصناعية الغنية الأخرى مثل تايوان واليابان وسنغافورة وكوريا الجنوبية على أعلى الدرجات. ومع ذلك، بالمقارنة مع الأطفال في بعض البلدان الأقل نمواً مثل بنين حيث ينهي بعض الأطفال، وخاصة الفتيات، تعليمهم بعد المرحلة الابتدائية، فإن التعليم في الولايات المتحدة إلزامي حتى سن 16 بغض النظر عن العرق أو الفصل. من المتوقع أن يُطلب من أكثر من نصف طلاب التعليم العام اجتياز التقييمات القائمة على المعايير والتي تتوقع أن يتعرض جميع الطلاب على الأقل للجبر من قبل المدرسة الثانوية والخروج من الجامعة. في العديد من الدول الأخرى، مثل ألمانيا واليابان، قد يتم تتبع الدول ذات الدرجات المنخفضة في الاختبار كحرف مهرة أو عمال غير مهرة.
في الوقت الحاضر، هناك عدد متزايد من الطلاب الذين يستخدمون التعليم عبر الإنترنت، وعدد المؤسسات التي تقدم شهادات كاملة عبر الإنترنت في ازدياد أيضًا. وفقًا للعديد من الدراسات، يمكن للتعليم عبر الإنترنت أن يخلق بيئة تقل فيها التقسيمات الثقافية والصور النمطية السلبية عن الأميركيين الأفارقة، وبالتالي حماية الطلاب الذين لديهم تجارب سيئة. بالإضافة إلى ذلك، فإن تأثير التكنولوجيا ومهارات المستخدم وكذلك التأثيرات الاقتصادية والأكاديمية مترابطة بشدة، مما قد يكون له دور إيجابي في تجربة متعلمي الإنترنت من أصول إفريقية. ومع ذلك، يبدو أن الطلاب الذكور الأميركيين من أصول إفريقية أقل احتمالًا للتسجيل في الفصول عبر الإنترنت.

### الأدلة الإحصائية والآثار
يمكن العثور على دليل على وجود فجوة في التحصيل باستخدام مقاييس مختلفة، ولكن أحد التقييمات المستخدمة على المستوى الوطني هو التقييم الوطني للتقدم التعليمي (NAEP). توضح الرسوم البيانية أدناه فجوة التحصيل في هذا التقييم بين الطلاب السود والبيض وبين الطلاب ذوي الأصول الأسبانية والبيض في الولايات المتحدة مع مرور الوقت. على الرغم من تضييق الفجوات عمومًا في السنوات الأخيرة وفقًا لهذا الإجراء المحدد، فمن الواضح أنه لا تزال هناك تباينات كبيرة بين المجموعات.

#### قراء
نتائج اختبار تحصيل القراءة:

##### الاتجاهات طويلة الأجل
القراءة - تتراوح أعمارهم بين 9 (رمادي فاتح) و 13 (رمادي غامق) و 17 (أسود).

#### - التحصيل العلمي
```
(صدر أغسطس 2003) التحصيل العلمي حسب العرق والجنس: 2000 
[
6
]

تعداد عام 2000 موجز
نسبة البالغين 25 عامًا أو أكثر في المجموعة
مرتبة حسب الدرجة المتقدمة HS SC BA AD
الآسيوية وحدها. .. . . . . . . . . . . . . 80.4 64.6 44.1 17.4
الأبيض وحده، وليس من أصل اسباني أو لاتيني... . . 85.5 55.4 27.0 9.8
الأبيض وحده... . . . . . . . . . . . . . 83.6 54.1 26.1 9.5
اثنان أو كثير أجناس. . . . . . . . . . . . 73.3 48.1 19.6 7.0
أسود أو أمريكي من أصل أفريقي وحده. . . . . 72.3 42.5 14.3 4.8
سكان هاواي الأصليون وجزر المحيط الهادئ الأخرى 78.3 44.6 13.8 4.1
الهندية الأمريكية وألاسكا الأصلية وحدها. . 70.9 41.7 11.5 3.9
من أصل اسباني أو لاتيني (من أي عرق)... . . . 52.4 30.3 10.4 3.8
بعض العرق الآخر وحده. . . . . . . . . . . 46.8 25.0 7.3 2.3
النظام المنسق = المدرسة الثانوية المكتملة = بعض الكلية
درجة البكالوريوس = درجة البكالوريوس م = درجة متقدمة
```

لقد تخلف الأمريكيون من أصل أفريقي عن البيض عام 2000 بحوالي عاملين. ومع ذلك، فقد لوحظ بشكل أقل تواتراً أن يتخلف البيض عن الآسيويين بنسبة كبيرة تقريبًا. المجموعة بأقل التعليم ليست الأمريكيين من أصل أفريقي، ولكن الهنود الحمر، ومجموعات من أصل اسباني أو لاتيني أو غيرها من الذين لديهم إلى حد بعيد تراثا مختلفا من أشكال التمييز. يقف مجتمع الأميركيين من أصول إفريقية وراء منحنى التعليم، لكن الإحصاءات تشير إلى أن 9 من كل 10 أشخاص من الشباب السود الذين تتراوح أعمارهم بين 25 و 29 عامًا أكملوا المرحلة الثانوية أو ما يعادلها.
في عام 2008، تم منح أكثر من ثلاثة ملايين درجة في جميع أنحاء الولايات المتحدة. نصف جميع الدرجات المكتسبة كانت درجة البكالوريوس. درجة البكالوريوس هي واحدة من أكثر الشهادات الممنوحة لجميع الأعراق والأعراق. حصل الآسيويون على درجة البكالوريوس أكثر من أي عرق آخر، يليهم البيض. على الرغم من التوقعات التعليمية العالية، فإن ذوي الأصول الأسبانية هم من بين أقل المجموعات تعليماً في الولايات المتحدة: 11 في المائة ممن تزيد أعمارهم عن 25 عامًا حصلوا على درجة البكالوريوس أو أعلى مقارنة بـ 17 في المائة من السود و 30 في المائة من البيض و 49 في المائة من الأمريكيين الآسيويين في نفس الفئة العمرية (مكتب الإحصاء الأمريكي، 2003). يحصل الآسيويون على المزيد من الشهادات المهنية الأولى أكثر من أي سباق آخر. نسبة عالية [بحاجة لتوضيح] من ذوي الأصول الأسبانية والهنود الأمريكيين / سكان ألاسكا الأصليين حاصلون على درجة الزمالة مقارنة مع الأجناس الأخرى. يتم منح حوالي 1-2 ٪ درجة الدكتوراه لجميع السباقات. يوضح الجدول أدناه عدد الدرجات الممنوحة لكل مجموعة.
الوضع القائم والاتجاهات في تعليم الجماعات العرقية والإثنية (المصدر: وزارة التعليم بالولايات المتحدة - 2008) 
| العرق                               | شهادة جامعية | درجة البكالريوس | درجة الماجستير | الدرجة المهنية الأولى | ٪ تراكمي |
| ----------------------------------- | ------------ | --------------- | -------------- | --------------------- | -------- |
| الآسيويين                           | 6.9٪         | 31.6٪           | 14.0٪          | 6.4٪                  | 58.9٪    |
| بياض                                | 9.3٪         | 21.1٪           | 8.4٪           | 3.1٪                  | 41.9٪    |
| السود                               | 8.9%         | 13.6٪           | 4.9٪           | 1.3%                  | 28.7٪    |
| الهنود الحمر / سكان ألاسكا الأصليين | 8.4٪         | 9.8٪            | 3.6٪           | 1.4%                  | 23.2٪    |
| اللاتينيين                          | 6.1٪         | 9.4٪            | 2.9٪           | 1.0٪                  | 19.4٪    |

#### تسجيل الكلية والجامعة
بين عامي 1978 و 2008، ارتفعت معدلات الالتحاق بالجامعات لجميع الأجناس. يتم تحديد معدل الالتحاق بالجامعة من خلال النسبة المئوية لطلاب المدارس الثانوية الذين يلتحقون بالكلية لمدة عامين أو أربعة أعوام والجامعات بعد المدرسة الثانوية مباشرة. في عام 2008، كان معدل الالتحاق بالجامعات لجميع السباقات 69 ٪. على الرغم من ارتفاع معدل الكلية لكل مجموعة عرقية وإثنية بين عامي 1980 و 2007، إلا أن معدلات الالتحاق بالسود واللاتينيين لم ترتفع، وارتفع معدل الالتحاق بالجامعات السود من 44 ٪ إلى 56 ٪. [بحاجة لتوضيح] بين عامي 1980 و 2007، ارتفعت معدلات الالتحاق بالكلية من أصل إسباني من 50 ٪ إلى 62 ٪. وبالمقارنة، ارتفع نفس المعدل من 49.8 ٪ إلى 77.7 ٪ للبيض. لا توجد بيانات عن الآسيويين أو الهنود الأمريكيين / سكان ألاسكا الأصليين فيما يتعلق بمعدلات الالتحاق بالمدارس من الثمانينيات وحتى عام 2007.
في عام 2009، وصل معدل التحاق خريجي المدارس الثانوية إلى ارتفاع تاريخي بلغ 70.1 ٪ (انظر أعلاه للحصول على إحصاءات حول الفجوة العرقية في معدلات التخرج). الأمريكيون الآسيويون لديهم أعلى معدل للالتحاق (92.2 ٪)، تليهم البيض (69.2 ٪)، السود (68.7 ٪)، واللاتينيين (59.3 ٪).

#### محو الأمية
تم حرمان الأمريكيين من أصل أفريقي من التعليم. وحتى في وقت متأخر من عام 1947، كان حوالي ثلث الأميركيين الأفارقة الذين تزيد أعمارهم عن 65 عامًا يفتقرون إلى معرفة القراءة والكتابة لقراءة وكتابة أسمائهم الخاصة. ومع ذلك، بحلول عام 1969، تم القضاء على الأمية كما تم تعريفها تقليديا، إلى حد كبير بين الأميركيين الأفارقة - كان عدد الشباب البالغين أقل من واحد في المئة، على الرغم من أن الأميركيين من أصل أفريقي لا يزالون متخلفين في تعريفات أكثر صرامة لمحو الأمية في الوثائق. عدم القدرة على القراءة أو الكتابة أو التحدث باللغة الإنجليزية في أمريكا اليوم يمثل مشكلة كبيرة للمهاجرين، معظمهم من آسيا وأمريكا اللاتينية.
الأمية حسب العمر والعرق: 1947 إلى 1969 
بالآلاف باستثناء المئة 
السكان غير الدستوريين المدنيين 14 سنة فأكثر 
المصدر: تعداد الولايات المتحدة
| نوفمبر 1969 | 14 وأكثر | 14-24 | 25-44 | 45-64 | 65+  |
| ----------- | -------- | ----- | ----- | ----- | ---- |
| مجموع       | 1.0      | 0.3   | 0.5   | 1.1   | 3.5  |
| أبيض        | 0.7      | 0.2   | 0.4   | 0.7   | 2.3  |
| أسود        | 3.6      | 0.5   | 1.6   | 5.5   | 16.7 |
| مارس 1959   |          |       |       |       |      |
| مجموع       | 2.2      | 0.6   | 1.2   | 2.6   | 6.5  |
| أبيض        | 1.6      | 0.5   | 0.8   | 1.8   | 5.1  |
| اسود        | 7.5      | 1.2   | 5.1   | 11.3  | 25.5 |
| أكتوبر 1952 |          |       |       |       |      |
| مجموع       | 2.5      | 1.2   | 1.3   | 3.5   | 6.9  |
| أبيض        | 1.8      | 0.8   |       |       | 5.0  |
| اسود        |          | 10.2  | 3.9   |       | 33.3 |
| أكتوبر 1947 |          |       |       |       |      |
| مجموع       | 2.7      | 1.0   | 1.7   | 4.0   | 6.7  |
| أبيض        | 1.8      | 0.6   |       |       | 4.9  |
| اسود        | 11.0     | 4.4   |       |       | 32.4 |

#### التخرج من المدرسة الثانوية
أكملت المدرسة الثانوية سن 25-29 (1998) 
|       | أبيض | اسود | إسباني | 12.5 ٪ من أصل آسيوي |
| ----- | ---- | ---- | ------ | ------------------- |
| 25+   | 88٪  | 77 % | 56٪    | 85%                 |
| 25-29 | 93 % | 89 % |        |                     |

أظهرت استطلاعات الإحصاء الأمريكي أنه بحلول عام 1998، كان 89 في المائة من الأمريكيين من أصل أفريقي الذين تتراوح أعمارهم بين 25 و 29 عامًا قد أتموا المرحلة الثانوية، متأخرين قليلاً عن 93 في المائة للبيض. بالنسبة لجميع من تجاوزوا سن 25 عامًا، تخرجت أغلبية واضحة من البيض والآسيويين الأمريكيين والأفريقيين الأميركيين بنسبة 88 بالمائة و 85 بالمائة و 77 بالمائة على التوالي. 56 في المئة، أو بالكاد أكثر من نصف من أصل اسباني 25 وما فوق، قد أكملت المدرسة الثانوية.

#### الدخل والطبقة
SAT عشرات مقابل الدخل والعرق
|                      | أبيض | أبيض      | اسود | اسود      | إسباني | إسباني    | 12.5 ٪ من أصل آسيوي | 12.5 ٪ من أصل آسيوي |
| -------------------- | ---- | --------- | ---- | --------- | ------ | --------- | ------------------- | ------------------- |
| الدخل × 1000 دولار   | شفهي | الرياضيات | شفهي | الرياضيات | شفهي   | الرياضيات | شفهي                | الرياضيات           |
| أقل من               | 409  | 460       |      | 315       | 330    | 386       | 343                 | 482                 |
| من 10 إلى 20 بالمائة | 418  | 459       | 337  | 369       | 349    |           | 363                 | 500                 |
| 20-30                | 428  | 471       | 352  | 382       | 369    |           | 397                 | 518                 |
| 30-40                | 433  | 478       | 362  | 393       |        | 431       | 415                 | 528                 |
| 40-50                | 439  | 488       | 375  | 405       |        | 446       | 432                 | 537                 |
| 50-60                | 446  | 498       | 382  | 414       | 409    | 456       | 444                 | 549                 |
| 60-70                | 453  | 506       | 385  | 415       | 415    | 458       | 453                 | 558                 |
| حول.                 | 475  | 533       | 407  | 442       | 430    | 478       | 476                 | 595                 |
| عموما                | 448  | 498       | 376  | 426       |        | 388       | 418                 | 538                 |

المصدر: 1995 College SAT Profiles 
يلاحظ علماء أمريكيون من أصول إفريقية محافظة، مثل توماس سويل، أنه في حين أن درجات SAT أقل للطلاب ذوي التعليم والدخل الأقل من الوالدين. حصل الأمريكيون الآسيويون الذين حصلوا على SAT بدخل يقل عن 10,000 دولار على 482 في الرياضيات في عام 1995، وهو ما يعادل البيض الذي حصل عليه من 30 إلى 40.000 دولار وأعلى والسود أكثر من 70,000 دولار. لا تزال نتائج الاختبارات في مجتمعات السود ذات الدخل المتوسط، مثل مقاطعة الأمير جورج، غير قابلة للمقارنة مع تلك الموجودة في الضواحي غير السوداء.

#### معايير الدولة
تُظهر معظم اختبارات الحالة معدلات فشل الأمريكيين من أصل أفريقي في أي مكان من ضعفي إلى أربعة أضعاف معدل البيض، مثل اختبار WASL في ولاية واشنطن، ومن المحتمل أن تحقق درجة واحدة إلى ربع فقط درجة عالية، على الرغم من أن هذه الاختبارات تم تصميمها للقضاء على الآثار السلبية للتحيز المرتبطة اختبارات موحدة متعددة الخيارات. يعد القضاء على فجوة التعليم بين جميع الأجناس هدفًا رئيسيًا لإصلاح التعليم ، على الرغم من أن المتشككين يتساءلون عما إذا كان التشريع مثل عدم ترك أي طفل يسد الفجوة حقًا بمجرد رفع التوقعات. يلاحظ آخرون، مثل ألفي كون، أنه قد يعاقب فقط أولئك الذين لا يسجلون وكذلك المجموعات الإثنية ومجموعات الدخل الأكثر تعليماً.
سجل المستوى 3 في تقييم واصل واشنطن لتعلم الطلاب، الرياضيات للصف الرابع (1997)
البيانات: مكتب ولاية واشنطن مشرف التعليم
| أبيض  | اسود | إسباني | 12.5 ٪ من أصل آسيوي | الأمريكيين الأصليين |
| ----- | ---- | ------ | ------------------- | ------------------- |
| 17.1٪ | 4.0% | 4.3٪   | 15.6%               | 1.6٪                |

#### المقارنات الدولية
على الإجمال يتخلف الطلاب في الولايات المتحدة عن أفضل الدول الآسيوية والأوروبية في اختبار الرياضيات والعلوم الدولي TIMSS. ومع ذلك، حسب تصنيف العرق، سجل الآسيويون الأمريكيون نسبًا مقارنةً بالدول الآسيوية، وسجل الأمريكيون البيض نسبةً إلى أفضل الدول الأوروبية. على الرغم من أن بعض العناصر العرقية تحرز عمومًا نقاطًا أقل من البيض في الولايات المتحدة، إلا أنهم سجلوا نقاطًا وكذلك أبيض في دول أوروبية أخرى. بلغ متوسط عدد الأمريكيين من أصل لاتيني 505، مقارنة بطلاب النمسا والسويد، بينما كان متوسط عدد الأمريكيين من أصل أفريقي 482 مقارنة بالنرويج وأوكرانيا.

#### التوزيع في التربية الخاصة وبرامج الموهوبين
قد تظهر فجوات التحصيل بين الطلاب أيضًا في التكوين العرقي والإثني لبرامج التعليم الخاص وتعليم الموهوبين . عادة، يتم تسجيل الطلاب الأميركيين من أصول إفريقية واللاتينيين بأعداد أكبر في برامج التعليم الخاص مما تشير إليه أعدادهم في معظم السكان، في حين أن هذه المجموعات ممثلة تمثيلا ناقصا في برامج الموهوبين.  تظهر الأبحاث أن اتجاهات الالتحاق غير المتناسبة هذه قد تكون نتيجة للاختلافات في التحصيل العلمي بين المجموعات.

### مناقشة أصول فجوة الإنجاز العنصري
لم يتوصل الباحثون إلى توافق حول أسباب فجوة التحصيل الدراسي؛ بدلاً من ذلك، توجد مجموعة واسعة من الدراسات التي تشير إلى مجموعة من العوامل، الثقافية والهيكلية، التي تؤثر على أداء الطلاب في المدرسة. اقترحت أنيت لاريو أن الطلاب الذين يفتقرون إلى رأس مال ثقافي من الطبقة الوسطى ولديهم مشاركة أبوية محدودة من المرجح أن يكونوا قد حققوا تحصيلًا أكاديميًا أقل من نظرائهم ذوي الموارد الأفضل. يشير باحثون آخرون إلى أن التحصيل الأكاديمي مرتبط بشكل أوثق بالعرق والحالة الاجتماعية والاقتصادية وقد حاولوا تحديد السبب.

#### عوامل اقتصادية
تم تحديد العوامل الاقتصادية على أنها عدم الوصول إلى الدورات التدريبية عبر الإنترنت (McCoy ، 2012)  واستنزاف الدورة التدريبية عبر الإنترنت الذي أشار إليه من قبل (Liu et al. 2007). بناءً على المركز الوطني للإحصاء التربوي (2015)،  نشأ حوالي نصف الطلاب الأميركيين من أصول إفريقية في أسر معيشية وحيدة الوالد. وهي مرتبطة بارتفاع معدلات الفقر، الأمر الذي يؤدي إلى نتائج تعليمية فقيرة (بنك معلومات الطفل، 2015). الأسر ذات الدخل المنخفض تميل إلى امتلاك عدد أقل من أجهزة الكمبيوتر المنزلية وإمكانية وصول أقل إلى الإنترنت (Zickuhr & Smith، 2012). على سبيل المثال، غالباً ما يعني تربيتك في أسرة منخفضة الدخل وجود موارد تعليمية أقل بالإضافة إلى سوء التغذية وقلة فرص الحصول على الرعاية الصحية، وكل ذلك يمكن أن يسهم في انخفاض الأداء الأكاديمي.

#### الوراثيات
ادعى هيرنشتاين وموراي عام 1994 كتاب The Bell Curve  مثير للجدل أن التباين الوراثي في متوسط مستويات الذكاء (IQ) قد يفسر جزءًا من التباينات العرقية في الإنجاز. كما زعم الكتاب أن التكاثر من قبل أشخاص أقل موهبة سيكون له تأثير خلقي على المجتمع. كان الكتاب مؤثرا سياسيا وأحيا النقاش العام حول دور علم الوراثة في العرق. وقد وصفها العديد من الأكاديميين بأنها إعادة صياغة للعنصرية العلمية التي تم فضحها سابقًا، وتم إدانتها من قِبل المراجعين الأدبيين والأكاديميين في المجالات ذات الصلة.   جادل أكاديميون آخرون أنه لا يوجد فرق كبير في القدرة الإدراكية المتأصلة بين الأعراق المختلفة التي يمكن أن تساعد في تفسير فجوة الإنجاز، وأن البيئة هي السبب الجذري للقضية.  

#### فجوة التحصيل العنصري في الطفولة المبكرة
تظهر الأبحاث أن فجوة التحصيل، التي تقاس غالبًا (عن طريق اختبارات موحدة) في المدرسة الابتدائية، تبدأ فعليًا قبل وصول الطلاب إلى رياض الأطفال فجوة «الاستعداد للمدرسة». تزعم إحدى الدراسات أن حوالي نصف فجوة نقاط الاختبار بين طلاب المدارس الثانوية بالأسود والأبيض أصبح واضحًا بالفعل عندما يبدأ الأطفال الدراسة.قدمت مجموعة متنوعة من الاختبارات المختلفة عند دخول رياض الأطفال دليلًا على وجود مثل هذه الفجوة، بما في ذلك المسح الطولي للطفولة المبكرة لأطفال رياض الأطفال (ECLS-K). في حين تختلف النتائج حسب الأداة، تتراوح تقديرات الفجوة بين الأسود والأبيض من أقل قليلاً من نصف الانحراف المعياري إلى أكثر قليلاً من الانحراف المعياري.
هذا التباين في الأداء في وقت مبكر أمر بالغ الأهمية، حيث أظهرت الأبحاث أنه بمجرد تأخر الطلاب، فإنهم لا يلحقون بالركب. الأطفال الذين يسجلون نتائج سيئة في اختبارات المهارات المعرفية قبل بدء رياض الأطفال هم من المحتمل أن يكونوا من ذوي الأداء المنخفض طوال حياتهم المهنية في المدرسة. وقد أدى دليل ظهور الفجوة في وقت مبكر إلى بذل جهود تركز على تدخلات الطفولة المبكرة (انظر «تضييق فجوة التحصيل» أدناه).

#### الثقافة الأمريكية الأفريقية وهيكل الأسرة
تميل فجوات التحصيل بين الطلاب الأميركيين من أصول إفريقية والطلاب البيض في الفصول عبر الإنترنت إلى أن تكون أكبر من الفصول العادية. التوسع من 14 ٪ في عام 1995 إلى 22 ٪ في عام 2015 (المركز الوطني لإحصاءات التعليم، 2016).  قد يكون السبب المحتمل هو الاختلافات في الوضع الاجتماعي والاقتصادي (بالمر وآخرون، 2013)،  اختلافات الأداء الأكاديمي (Osborne ، 2001)،  غير قادر على الوصول إلى التكنولوجيا (Fairlie ، 2012)،  بدون اتصال بالإنترنت الدعم الفني (Rovai & Gallien ، 2005)،  والقلق تجاه التنميط العنصري (Osborne ، 2001). 
قد تلعب الثقافة والبيئة التي ينشأ فيها الأطفال دوراً في فجوة الإنجاز. يجادل جينكس وفيليبس أن الآباء والأمريكيين من أصل أفريقي قد لا يشجعون التعليم المبكر للأطفال الصغار لأنهم لا يرون الفوائد الشخصية المتمثلة في امتلاكهم لمهارات أكاديمية استثنائية. نتيجة للاختلافات الثقافية، يميل الطلاب الأمريكيون من أصل أفريقي إلى بدء الدراسة بمفردات أصغر من زملائهم البيض. قام هارت وريسلي بحساب «فجوة قدرها 30 مليون كلمة» بين أطفال المتسربين من المدارس الثانوية وأولئك من المهنيين الذين تلقوا تعليماً جامعياً. الاختلافات هي نوعية وكمية، مع وجود اختلافات في الكلمات «الفريدة»، والتعقيد، و «المنعطفات التحادثية».
ومع ذلك، فغالبًا ما يكون الفقر عاملاً مربكًا، وقد تكون الاختلافات التي يُفترض أنها ناشئة عن عوامل عنصرية / ثقافية مدفوعة اجتماعيًا واقتصاديًا. كثير من الأطفال الفقراء، بغض النظر عن العرق، يأتون من منازل تفتقر إلى الاستقرار، واستمرار الرعاية، والتغذية الكافية، والرعاية الطبية مما يخلق مستوى من الضغط البيئي الذي يمكن أن يؤثر على نمو الطفل الصغير. نتيجة لذلك، يدخل هؤلاء الأطفال إلى المدرسة بمعرفة منخفضة للكلمات يمكن أن تؤثر على مهاراتهم اللغوية، وتؤثر على تجربتهم مع الكتب، وتخلق تصورات وتوقعات مختلفة في سياق الفصل الدراسي.
تشير الدراسات إلى أنه عندما يحصل الطلاب على مساعدة الوالدين في أداء الواجب المنزلي، فإن أداءهم أفضل في المدرسة. هذه مشكلة للعديد من طلاب الأقليات نظرًا للعدد الكبير من الأسر ذات العائل الواحد (67٪ من الأطفال الأميركيين من أصول إفريقية يعيشون في أسرة وحيدة الوالد)  والزيادة في الآباء غير الناطقين بالإنجليزية. غالبًا ما يجد الطلاب من منازل الوالد الوحيد صعوبة في العثور على وقت لتلقي المساعدة من الوالدين. وبالمثل ، فإن بعض الطلاب من ذوي الأصول الأسبانية يجدون صعوبة في الحصول على المساعدة في واجباتهم المدرسية لأنه لا يوجد متحدث باللغة الإنجليزية في المنزل لتقديم المساعدة. 

#### تأثير الأبوة والأمومة
تختلف أساليب الأبوة والأمومة بين الثقافات ، وبالتالي يمكن أن يكون لها تأثير كبير على النتائج التعليمية. على سبيل المثال ، غالبًا ما يطبق الآباء الآسيويون قواعد صارمة وسلطوية الوالدين على أطفالهم ، في حين أن العديد من الآباء والأمهات الأميركيين البيض يعتبرون الإبداع والاكتفاء الذاتي أكثر قيمة. تسلط «معركة ترنيمة أم النمر» للأستاذة إييل تشوا الضوء على بعض الجوانب المهمة للغاية في طريقة الأبوة والأمومة الآسيوية بالمقارنة مع «الطريقة الأمريكية». أثار كتاب تشوا اهتمامات وخلافات حول طريقة الأبوة "Tiger Mom" ودورها في تحديد نتائج تعليم الأطفال. يعتقد الكثير من الآباء من أصل أسباني وأطفالهم أن الحصول على شهادة جامعية أمر ضروري للحصول على عمل مستقر وذي مغزى. ينعكس هذا الموقف في التوقعات التعليمية التي يحملها الآباء لأبنائهم وفي التوقعات التي لدى الشباب لأنفسهم (وزارة التعليم الأمريكية ، 1995 ب ، ص 88).  يمكن العثور على توقعات تعليمية عالية بين جميع الفئات العرقية والإثنية بغض النظر عن مواردها الاقتصادية والاجتماعية (ص. 73). على الرغم من أن الآباء والأطفال يشاركون أهدافًا تعليمية عالية ، إلا أن تطلعاتهم لا تترجم بالضرورة إلى شهادة الثانوية العامة. هذا هو الحال خاصة بالنسبة لطلاب المرحلة الثانوية من ذوي الأصول الأسبانية ، وخاصة أولئك الذين لم يلتحق آباؤهم بالكلية. 
مشاركة الوالدين في تعليم الأطفال تؤثر على نجاح الأطفال في المدرسة. غالباً ما ينظر المعلمون إلى انخفاض مشاركة الوالدين كحاجز لنجاح الطلاب. التعاون بين المعلمين وأولياء الأمور ضروري عند العمل لمساعدة الطفل ؛ الآباء لديهم المعرفة اللازمة لما هو أفضل لوضع طفلهم. ومع ذلك ، فإن هيئة الطلاب في المدارس متنوعة ، وعلى الرغم من أن المعلمين يبذلون جهدًا لمحاولة فهم المعتقدات الثقافية الفريدة لكل طفل ، إلا أنه من المهم أن يجتمعوا مع أولياء الأمور للحصول على فهم واضح للاحتياجات التي يجب الوفاء بها من أجل الطالب لتحقيق النجاح. يجب على مسؤولي المدارس استيعاب الاختلافات العائلية وحسابها وأيضًا دعمهم من خلال الترويج للطرق التي يمكن للعائلات المشاركة بها. على سبيل المثال ، يمكن للمدارس تقديم الدعم من خلال تلبية احتياجات الأسرة التي ليس لديها وسائل نقل ، والمدارس قد تفعل ذلك عن طريق توفير الموارد الخارجية التي قد تفيد الأسرة. كما أشار فيليسيانو وآخرون. (2016)، يمكن للمعلمين أيضًا مراعاة الثقافة من خلال توفير التعليم حول التنوع في المدرسة. يمكن تحقيق ذلك من خلال تهيئة بيئة يتعلم فيها المعلمون والطلاب حول الثقافات الممثلة بين الطلاب.
Larocquem et al. ذكر (2011) أن مشاركة الأسرة قد تشمل زيارة صف أطفالهم ، والمشاركة مع منظمة المعلمين الوالدين ، وحضور الأنشطة المدرسية ، والتحدث إلى فصل الطفل ، والتطوع في المناسبات المدرسية. من المهم أيضًا للعائلات المشاركة في مهام المدرسة الخاصة بالطفل ، لا سيما من خلال تحميلها المسؤولية عن إكمال ومناقشة العمل المسند إليه.  أيضًا ، قد يرغب اختصاصيو التوعية في التفكير في كيفية تأثير حواجز اللغة الأبوية والتجارب التعليمية على الأسر وتأثير المساهمة في تعليم أطفالهم.  بالإضافة إلى ذلك ، حتى عندما ترغب العائلات في الانخراط ، فقد لا يعرفون كيفية التعاون مع موظفي المدارس ، خاصةً للعائلات من ذوي الأصول الأسبانية أو من أصل أفريقي أو ذوي الوضع الاقتصادي المنخفض. وجدت دراسة أجراها نيستلر ومايرز (2000)، أنه على الرغم من أن الحواجز المختلفة أمام الأسر قد تمنع المشاركة ، فقد ذكرت العائلات أنها ترغب في المشاركة رغم ذلك. Larocque et al. (2011) تشير إلى أن المعلمين بحاجة إلى معرفة القيم والتوقعات التي يتم الاحتفاظ بها للطفل ، والتي ينبغي القيام بها من خلال إشراك أولياء الأمور في عملية صنع القرار. 

#### وجهات النظر الإسبانية نحو التعليم
يمكن أن تتطور العيوب في حياة الطفل المبكرة إلى فجوات في التحصيل في تعليمهم. يمكن أن يؤدي الفقر ، بالإضافة إلى البيئة التي نشأوا فيها ، إلى أوجه قصور في التحصيل العلمي. على الرغم من المعايير والمعتقدات القوية في التعليم ، فإن أداء الأطفال ذوي الأصول الأسبانية باستمرار ضعيف ، وهو ما يعكسه انخفاض متوسط درجات الرياضيات والقراءة ، مقارنة بالمجموعات الأخرى باستثناء الأمريكيين من أصل أفريقي. تبين أن الأطفال ذوي الأصول الأسبانية والأمريكية من أصل أفريقي هم الأكثر عرضة لتربية الفقراء ، حيث تعيش 33٪ من العائلات الإسبانية دون مستوى الفقر الاقتصادي ، مقارنة بالأميركيين من أصل أفريقي (39٪) والآسيويين (14٪) والأبيض (13٪)) نظرائه.  الأطفال الذين تربوا في فقر هم أقل عرضة للتسجيل في الحضانة أو مرحلة ما قبل المدرسة. على الرغم من أن الباحثين يرون تحسنا في مستويات التحصيل ، مثل انخفاض معدلات التسرب من المدارس الثانوية (من 24 ٪ إلى 17 ٪) وزيادة مطردة في درجات الرياضيات والقراءة على مدى السنوات العشر الماضية ،  لا تزال هناك قضايا يجب أن تكون موجهة.هناك اعتقاد خاطئ شائع بأن الآباء من أصل إسباني لا يشاركون في تعليم أطفالهم ويفشلون في نقل قيم تعليمية قوية إلى أطفالهم. ومع ذلك ، هناك أدلة على أن الآباء من أصل إسباني يحتفظون في الواقع بتعليم أطفالهم بقيمة عالية. تتأثر غالبية الأطفال من أصل اسباني بالهجرة . إنه يؤثر على المهاجرين الجدد وكذلك على أطفال المهاجرين. يواجه المهاجرون الجدد وأطفال المهاجرين حواجز لغوية وعوائق أخرى في مجال الهجرة. استكشفت دراسة الحالة الفريدة والتوترات التي يواجهها المهاجرون من أمريكا اللاتينية. أظهر الطلاب ذوو الأصول الإسبانية انخفاضًا في التحصيل الدراسي ، وغيابًا أكبر ، وضغوطًا على الحياة أكثر من نظرائهم. في الفترة 2014-2015، كان 77.8 ٪ من الأطفال ذوي الأصول الأسبانية من متعلمي اللغة الإنجليزية . قد يكون ذلك مشكلة لأن الأطفال قد لا يكون لديهم آباء يتحدثون الإنجليزية في المنزل للمساعدة في اكتساب اللغة. يمكن استخدام كفاح الهجرة كحافز للطلاب. الآباء المهاجرون يروقون لأطفالهم ويحملون توقعات كبيرة بسبب «الهدية» التي يهبونها عليهم. لقد هاجروا وضحوا بحياتهم حتى يتمكن أطفالهم من النجاح ، وهذا الإطار بارز في تشجيع الأطفال على متابعة تعليمهم. يستخدم الآباء نضالاتهم واحتلالهم لتشجيع حياة أفضل.
لقد ثبت أن مشاركة أولياء الأمور تزيد من النجاح والتحصيل التعليمي للطلاب. على سبيل المثال ، تبين أن مشاركة أولياء الأمور في المدارس الابتدائية تؤدي إلى انخفاض معدلات التسرب من المدارس الثانوية وتحسينها عند الانتهاء من المدرسة الثانوية. هناك اعتقاد خاطئ شائع هو أن الآباء اللاتينيين لا يحملون تعليم أبنائهم بأعلى درجات التقدير (فالنسيا ، 2002)، لكن هذا قد تم فضحه. يُظهر أولياء الأمور قيمهم في التعليم من خلال الاحتفاظ بتوقعات أكاديمية عالية وإعطاء "consejos" أو المشورة. في عام 2012، ذكرت 97 ٪ من الأسر تعليم أطفالهم الحروف أو الكلمات أو الأرقام.  ذكرت دراسة أن مشاركة الوالدين خلال فترة المراهقة لا تزال مؤثرة كما في مرحلة الطفولة المبكرة. 

#### فجوة الدافع
التفسير الآخر الذي تم اقتراحه للاختلافات العرقية والإثنية في أداء الاختبار الموحد هو أن بعض أطفال الأقليات قد لا يكون الدافع لبذل قصارى جهدهم في هذه التقييمات. يجادل الكثيرون بأن اختبارات الذكاء الموحدة وإجراءات الاختبار الأخرى منحازة ثقافياً نحو معرفة وتجارب الطبقة الوسطى الأوروبية الأمريكية. اقترح كلود م. ستيل أن أطفال الأقليات والمراهقين قد يتعرضون أيضًا لتهديد الصورة النمطية - الخوف من الحكم عليهم بأن لديهم سمات مرتبطة بالتقييمات السلبية و / أو الصور النمطية للجنس أو المجموعة الإثنية. وفقًا لهذه النظرية ، ينتج عن ذلك قلق الاختبار ويمنعهم من أداء ما يمكنهم القيام به في الاختبارات. ووفقًا لما ذكره ستيل ، فإن المتقدمين لاختبار الأقليات يعانون من القلق ، معتقدين أنهم إذا أداؤوا ضعيف في اختبارهم ، فإنهم سيؤكدون الصور النمطية حول الأداء الفكري الأدنى لمجموعة الأقلية. ونتيجة لذلك ، تبدأ نبوءة تحقق ذاتها ، ويؤدي الطفل أداءً بمستوى أقل من قدراته الكامنة.

#### «وصمةالتطبع بعادات البيض»
يفترض بعض الباحثين  أيضًا أنه في بعض الحالات ، قد تتوقف الأقليات ، وخاصة الطلاب الأمريكيين من أصل أفريقي ، عن المحاولة في المدرسة لأنهم لا يريدون أن يتم وصمهم التطبع بعادات البيض من قبل أقرانهم ،  أو أن بعض طلاب الأقليات ببساطة توقف عن المحاولة لأنهم لا يعتقدون أنهم سيرون الفوائد الحقيقية أو المستحقة لعملهم الشاق. كما يشير بعض الباحثين ، قد لا يشعر طلاب الأقليات بدافع كبير للقيام بعمل جيد في المدرسة لأنهم لا يعتقدون أنه سيؤتي ثماره في شكل وظيفة أفضل أو تنقل اجتماعي صاعد.   من خلال عدم محاولة القيام بعمل جيد في المدرسة ، ينخرط هؤلاء الطلاب في رفض إيديولوجية التحصيل - أي أن فكرة العمل الجاد والدراسة لساعات طويلة ستؤتي ثمارها للطلاب في شكل أجور أعلى أو تنقلات اجتماعية تصاعدية.

#### العوامل الهيكلية والمؤسسية
المدارس المختلفة لها تأثيرات مختلفة على الطلاب المشابهين. يميل الأطفال الملونون إلى التركيز في المدارس المنخفضة الأداء المنفصلة. بشكل عام ، من المرجح أن يأتي طلاب الأقليات من الأسر ذات الدخل المنخفض ، مما يعني أن طلاب الأقليات هم أكثر عرضة للالتحاق بالمدارس ذات التمويل الضعيف على أساس أنماط المناطق داخل النظام المدرسي. تميل المدارس في المناطق ذات الدخل المنخفض إلى توظيف معلمين أقل تأهيلًا ولديهم موارد تعليمية أقل. تشير الأبحاث إلى أن فعالية المعلم هي أهم عامل في المدرسة يؤثر على تعلم الطلاب. يمكن للمعلمين الجيدين بالفعل سد أو سد الفوارق في التحصيل في الاختبارات الموحدة التي تفصل بين الطلاب البيض والأقليات.تميل المدارس أيضًا إلى وضع الطلاب في مجموعات التتبع كوسيلة لتصميم خطط الدروس لأنواع مختلفة من المتعلمين. ومع ذلك ، نتيجة لتركيز المدارس على الوضع الاجتماعي والاقتصادي ورأس المال الثقافي ، فإن طلاب الأقليات ممثلون بدرجة كبيرة في المسارات التعليمية الدنيا. وبالمثل ، يتم وضع الطلاب ذوي الأصول الأسبانية والأميركيين من أصل أفريقي بشكل خاطئ في مسارات منخفضة بناءً على توقعات المعلمين والإداريين لطلاب الأقليات. مثل هذه التوقعات من سباق داخل النظم المدرسية هي شكل من أشكال العنصرية المؤسسية . يقارن بعض الباحثين نظام التعقب بالشكل العصري للفصل العنصري داخل المدارس.
أثبتت الدراسات التي أجريت على مجموعات التتبع داخل المدارس أنها ضارة بطلاب الأقليات. بمجرد أن يكون الطلاب في هذه المسارات الدنيا ، فإنهم يميلون إلى أن يكون لديهم مدرسون أقل تأهيلًا ، ومنهج أقل تحديًا ، وفرص قليلة للتقدم إلى المسارات العليا. هناك أيضًا بعض الأبحاث التي تشير إلى أن الطلاب في المسارات الدنيا يعانون من عواقب نفسية اجتماعية لتمييزهم كمتعلم أبطأ ، مما يؤدي في كثير من الأحيان إلى توقف الأطفال عن المحاولة في المدرسة.  في الواقع ، يجادل العديد من علماء الاجتماع بأن التتبع في المدارس لا يوفر أي فوائد دائمة لأي مجموعة من الطلاب.
تؤدي ممارسة منح درجات منخفضة واختبار درجات للأطفال الذين يكافحون إلى تعرض الأطفال ذوي الأداء المنخفض للقلق والإحباط وفقدان السيطرة.  هذا يقوض الأداء.   يزداد التأثير عبر سنوات الدراسة الابتدائية والثانوية.  يشرح التأثير سبب زيادة فجوة التحصيل على مدار السنوات الدراسية. قد يشرح التأثير سبب مقاومة فجوة الإنجاز للحل. 

#### مرحلة التعليم قبل المدرسة.
بالإضافة إلى ذلك ، فإن الطلاب الفقراء والأقليات لديهم فرص أقل بشكل غير متناسب في الحصول على تعليم عالي الجودة في مرحلة الطفولة المبكرة ، والذي ثبت أن له تأثير قوي على التعلم والتطور المبكر. وجدت إحدى الدراسات أنه على الرغم من احتمال التحاق الأطفال السود بالمدرسة التمهيدية أكثر من الأطفال البيض ، إلا أنهم قد يتعرضون لرعاية منخفضة الجودة. ووجدت الدراسة نفسها أيضًا أن الأطفال اللاتينيين في الولايات المتحدة أقل احتمالًا للالتحاق بمرحلة ما قبل المدرسة مقارنة بالأطفال البيض. وجدت دراسة أخرى أجريت في إلينوي في عام 2010  أن واحداً من كل ثلاثة آباء من أصل لاتيني يمكنهم العثور على مكان لمرحلة ما قبل المدرسة لطفله / طفلها ، مقارنة بنحو ثلثي الأسر الأخرى.أخيرًا ، وفقًا للمعهد الوطني لأبحاث التعليم المبكر (NIEER)، فإن الأسر ذات الدخل المتواضع (أقل من 60,000 دولار) لديها أقل فرص الوصول إلى التعليم قبل المدرسي. تشير الأبحاث إلى أن الزيادات الكبيرة في معدلات الالتحاق ونوعية برامج ما قبل الروضة ستساعد على تخفيف فجوة الاستعداد للمدرسة وضمان أن يبدأ الأطفال من ذوي الدخل المنخفض والأقليات في المدرسة على قدم المساواة مع أقرانهم. 

### الآثار الاقتصادية العامة لفجوة الإنجاز العنصري
بالإضافة إلى حجج العدالة الأخلاقية والاجتماعية لسد فجوة الإنجاز ، هناك حجج اقتصادية قوية للقيام بذلك . أكد تقرير صدر عام 2009 عن شركة الاستشارات الإدارية McKinsey & Company أن استمرار فجوة الإنجاز في الولايات المتحدة له تأثير اقتصادي على «الركود الوطني الدائم». يزعم التقرير أنه إذا كانت فجوة الإنجاز بين الأداء الأسود والأداء اللاتيني وتقلص أداء الطلاب البيض ، وكان الناتج المحلي الإجمالي في عام 2008 قد يكون 310 مليار دولار إلى 525 مليار دولار (2-4 في المائة). إذا تم تضييق الفجوة بين الطلاب ذوي الدخل المنخفض وأقرانهم ، لكان الناتج المحلي الإجمالي في العام نفسه أعلى من 400 مليار دولار إلى 670 مليار دولار (3 إلى 5 في المائة). بالإضافة إلى الزيادة المحتملة في الناتج المحلي الإجمالي ، يتوقع التقرير أن يؤدي سد الفجوة في الإنجاز إلى تحقيق وفورات في التكاليف في مجالات خارج التعليم ، مثل السجن والرعاية الصحية. وقد تكررت العلاقة بين الأداء المدرسي المنخفض والجريمة وانخفاض الأرباح وضعف الصحة في البحوث الأكاديمية. 

### محاولات لتضييق فجوة الإنجاز العنصري
إن التفسيرات لفجوة الإنجاز والمخاوف بشأن آثارها وحتى وجود هذه الفجوة محل خلاف واسع.  هذه التفسيرات هي أيضًا مصدر الكثير من الجدل ، خاصة وأن الجهود الرامية إلى «سد الفجوة» أصبحت من أكثر قضايا إصلاح التعليم أهمية على المستوى السياسي. إن القضايا التي تديم فجوة الإنجاز فيها قضايا ذات شواغل سياسية. على سبيل المثال ، لا يعزى سبب أزمة التعليم لاتيني إلى أي عامل واحد. من المحتمل أن يكون ذلك نتيجة لمتغيرات متعددة - جميعها يمكن أن يكون لها تأثير على بعضها البعض - تتراوح من الظروف الاجتماعية والاقتصادية والتعليمية إلى عدم كفاية الخدمات الاجتماعية والأسر ذات رأس المال البشري والاجتماعي المنخفض بشكل استثنائي. يمكن رؤية آثار فجوة التحصيل في المدرسة في وقت لاحق في الحياة للطلاب. على سبيل المثال ، نظرًا لأن المدارس غالبًا ما تفتقر إلى الموارد اللازمة لتلبية الاحتياجات التعليمية الأساسية للعديد من الطلاب ولأن هناك عدد قليل من فرص العمل في مستوى الدخول التي توفر أجرًا معيشيًا ومزايا متاحة لأولئك الذين ليس لديهم تعليم عالٍ أو مهارات خاصة في الاقتصاد ، يتم ترك الكثير منهم في عيب. بذلت جميع المحاولات التالية من أجل مواجهة آثار فجوة التحصيل في المدارس. وهي تتراوح بين المبادرات التي تقودها الحكومة على المستوى الوطني إلى المبادرات المدرسية الأصغر.

#### الإصلاح القائم على المعايير وعدم ترك أي طفل دون تعليم
يركز قانون عدم ترك الأطفال في الخارج لعام 2002 (NCLB) على نتائج الاختبارات القياسية والمساءلة المدرسية لضمان حصول جميع الطلاب على نفس الفرص التعليمية. كما هو مكتوب ، يحفز التشريع أن تظهر المدارس تحسنا مستمرا نحو هذا الهدف (والمعروف باسم «التقدم السنوي المناسب»، أو AYP) وإلا فإن المدارس تواجه عقوبات ، مثل العقوبات. تم انتقاد هذا النظام من قبل البعض لكونه غير عادل تجاه المدارس التي تضم أكبر عدد من طلاب الأقليات والفقراء ، حيث يصعب على هذه المدارس تلبية المعايير التي حددها قانون عدم ترك الأطفال ، بسبب عدم كفاية التمويل من أي من السكان المحليين أو المقاطعة أو الجهات الفاعلة الحكومية. وهذا بدوره يؤدي إلى حلقة من الأداء الضعيف والعقوبات في هذه المجالات مما يزيد من المشكلات التي يعنى القانون بإصلاحها.في عام 2010، وضعت إدارة أوباما برنامج Race to the Top (RTTT) الذي يوفر حوافز مالية للدول لإنتاج مكاسب الطلاب القابلة للقياس. تتمثل أهداف RTTT الأساسية في تحسين تحصيل الطلاب ، وسد فجوات التحصيل ، وتحسين معدلات التخرج من المدارس العالية. كانت أهداف كلا البرنامجين هي سد فجوة الإنجاز ، ولكن تركز RTTT بشكل أكبر على سد الفجوة بين المدارس العليا والأقل أداءً بدلاً من التركيز على نهج وطني. والفرق الرئيسي بين برنامجي الإصلاح التعليمي هو أن RTTT هو برنامج منح تنافسي يوفر حوافز للمدارس لتغييرها ، بينما فرض قانون NCLB تغييرات مختلفة في أنظمة التعليم الحكومية والمحلية.  إن منهج RTTT أكثر قابلية للتكيف والتركيز لأنه يسمح باتخاذ إجراءات فردية بين المدارس ، ويهدف إلى تشجيع الإصلاح داخل المدارس دون اللجوء إلى العقوبات ، في حين يعتمد قانون «عدم ترك أي طفل خلفه» على العقوبات باعتبارها الشكل الرئيسي لتشجيع الإصلاح في المدارس.
هناك محاولة أخرى لتوحيد تعليم الطلاب وهي مبادرة معايير الدولة الأساسية المشتركة ، والمعروفة أيضًا باسم المشترك الأساسي. يضع Common Common ، الذي تم إنشاؤه في عامي 2009 و 2010، معايير للمهارات التي يجب أن يتمتع بها الطلاب بمستويات معينة من الصفوف الدراسية في مواد مثل الرياضيات وفنون اللغة ، ويعني النظام نفسه أن يكون خط الأساس الوطني لكيفية تحقيق الطلاب. يهدف هذا الخط الأساسي إلى المساعدة في تحديد ما يحتاج إليه الطلاب لتحقيقه في التعليم العالي. في حين أن المقصود أن تكون المعايير على مستوى البلاد ، فقد تم اعتمادها من قبل 35 ولاية فقط ، حيث أنه ليس إلزاميًا للاشتراك في Core Common ما لم تكن ترغب في الحصول على منح اتحادية.   تم انتقاد المبادرة الأساسية المشتركة لأنها لم تسفر عن أي تحسن ملحوظ في ما يقرب من 10 سنوات منذ تنفيذها ، لأسباب متعددة ، من التنفيذ غير الصحيح إلى المحتوى حيث تم انتقاد فكرة نظام مركزي للتعليم لعدم مراعاة الاختلافات الديناميكية في أسلوب التعلم.
أحدث إضافة إلى القائمة المتزايدة للمبادرات التي تقودها الحكومة هي قانون كل طالب ينجح ، أو ESSA. تعد ESSA ، التي تم إصدارها في ديسمبر 2015، بديلاً عن الكونغرس لـ NCLB. تدون ESSA ملاحظات من كل من RTTT و NCLB ، عن طريق الحفاظ على الاختبار الموحد لـ NCLB مع السماح بمرونة RTTT. تمنح ESSA الولايات مزيدًا من القول في كيفية مساءلة المدارس ، وكيف يمكن للدول أن تعمل على حل المشكلات في مدارسها ، وعلى هذا النحو ، يمكن للولايات تحديد أهداف طويلة الأجل بدلاً من القلق بشأن مشكلات الأداء من عام إلى عام مثل مع NCLB. لا يزال يتعين على الدول تحديد المدارس ذات الأداء المنخفض وتقديم دعم إضافي ، ولكن يمكن الآن للدول التركيز على حلول طويلة الأجل. يركز مشروع القانون الجديد أيضًا بشكل أكبر على النمو الأكاديمي ، وهو أمر شخصي ولا يتماشى دائمًا مع مستوى الصف الدراسي للطالب ، بينما يهتم NCLB فقط بما إذا كان الطلاب يقومون بمستوى الصفوف أم لا. من خلال الجمع بين متطلبات الاختبار الموحدة لل NCLB مع السماح بمزيد من السيطرة على الدولة كما هو الحال في RTTT ، تأمل ESSA في تحقيق نجاح طويل الأمد وإصلاح.

#### الموارد لمناطق المدارس الفقيرة
وهناك تفسير آخر لمعالجة هذه الفجوة التعليمية وهو الافتقار إلى الموارد التي يمكن أن تحققها مجموعات معينة من الطلاب. وجدت دراسة أن هناك حاجة لمحو الأمية المالية للطلاب المسجلين في الكليات والجامعات. على وجه التحديد ، هناك حاجة إلى معرفة الطلاب بالقروض والميزنة ومتطلبات الوقت لإكمال الشهادة. خلصت نتائج مجموعة التركيز في نفس الدراسة إلى أن الطلاب الذين يبحثون عن معلومات المساعدات المالية يعتقدون أنه سيكون هناك نقص في الفهم بين المستشارين والموظفين فيما يتعلق بالظروف الثقافية / القائمة على الهوية الخاصة بطالب الأقلية. نتيجة لهذا الاعتقاد ، كثيرًا من الطلاب لا يبحثون عن أي خدمات.على مستوى المدرسة الثانوية ، وجد تقرير أنه كلما زاد عدد الأشخاص الملونين في أي مدرسة معينة ، قل احتمال حصول المدرسة على أي دورات في علوم الكمبيوتر على الإطلاق. تشير اقتصاديات البلاد إلى 1.3 مليون وظيفة جديدة في قطاع التكنولوجيا بحلول عام 2022. وفي الوقت نفسه ، فإن الأميركيين من أصل أفريقي واللاتينيين لا يشكلون سوى حوالي 5 في المائة من قوة العمل التقنية. 
أظهر التمويل الإضافي للمناطق التعليمية المحرومة المستهدفة في أوهايو انخفاضًا في فجوات الأداء بين المناطق المحرومة والمقاطعات الأخرى. وقد أدى إنتاج أموال الدولة للمناطق ذات العدد الأعلى من الطلاب المحرومين إلى الحصول على فوائد في شكل تحصيل الطلاب. تم العثور على مبادرات المؤسسة الدولية للتنمية أو حساب التنمية الفردية الذي تم طرحه في التسعينيات للتصدي للفقر على أساس الاعتقاد بأن الأسرة الفقيرة ينبغي أن يكون لها الوصول إلى تنمية الأصول من أجل كسر حلقة الفقر. اعتبارا من الآن ، تركز المؤسسة الدولية للتنمية بشكل رئيسي على ملكية المنازل أو بدء أعمال تجارية صغيرة. كان هناك دافع للشراكات بين الوكالات المجتمعية ومؤسسات التعليم العالي التي من شأنها أن توفر المؤسسة الدولية للتنمية لتشجيع الأفراد ذوي الدخل المنخفض على التحول نحو التعليم العالي. 

#### الإصلاح المدرسي
تم تنفيذ مبادرات لسد فجوة الإنجاز على مستوى المدارس والمقاطعات والولايات من أجل معالجة القضية بشكل أفضل. وتشمل هذه الاستثمارات في برامج ما قبل الروضة ، والحد من حجم الفصول الدراسية ، والمدارس الصغيرة ، وإصلاح المناهج الدراسية ، ومواءمة مرحلة ما قبل الروضة من خلال معايير الكلية والتوقعات ، وتحسين برامج تعليم المعلمين. بدأت العديد من المدارس في تنفيذ أنشطة ما بعد المدرسة مثل جلسات التدريس والبرامج العلاجية وبرامج التقييم السريع. تهدف هذه البرامج إلى مساعدة طلاب الأقليات على التعلم بمعدل أسرع من أجل مساعدتهم على اللحاق بأقرانهم. بدأت مدارس أخرى في إلغاء تتبع طلابها من أجل توفير نفس جودة التعليم لجميع الطلاب ، بغض النظر عن العرق. لا يسمح إلغاء التتبع فقط بتدريس جميع الطلاب بالطريقة نفسها ، ولكنه يتيح أيضًا فرصًا جديدة للطلاب الذين سيتم وضعهم على مسار وظيفي معين من خلال تعليمهم.

#### الإصلاح الذي يركز على المعلم
كان التركيز الآخر للإصلاح الموجه نحو فجوة التحصيل على تنمية المعلم ، حيث تشير الأبحاث إلى أن المدرسين مسؤولون عن كل جانب من جوانب تعليم الطفل تقريبًا ضمن حدود الفصل الدراسي. لذلك ، من أجل معالجة أفضل فجوة في التحصيل ، تعد جهود الإصلاح القائمة على تحسين التدريس واحدة من الاستراتيجيات الرئيسية المستخدمة لمعالجة هذه الفجوة. هذا الجهد الإصلاحي كان من أعلى إلى أسفل ، في شكل معايير دولة أعلى لتعليم المعلمين وإعدادهم ،  وكذلك من أسفل إلى أعلى ، من خلال برامج مثل Teach for America و AmeriCorps التي تهدف إلى معالجة عدم المساواة في التعليم من خلال تجنيد وتدريب المعلمين على وجه التحديد للعمل في المدارس ذات الاحتياجات الخاصة. 

#### الاستثمار في الطفولة المبكرة
كانت إحدى الاستراتيجيات المستخدمة لمعالجة فجوة الإنجاز هي التركيز على تنمية الطفولة المبكرة. تُظهر البحوث الاقتصادية أن الاستثمار في هذه المرحلة أكثر فعالية وفعالية من حيث التكلفة من التدخلات اللاحقة في حياة الطفل. من خلال المساعدة في تطوير المهارات الأساسية في وقت مبكر ، قلصت هذه البرامج الحاجة إلى مثل هذا التدخل في وقت لاحق. يستهدف برنامج «البداية» والعديد من برامج ما قبل الروضة التي تمولها الدولة الطلاب من الأسر ذات الدخل المنخفض في محاولة لتسوية ملعب هؤلاء الأطفال قبل بدء المدرسة. بالإضافة إلى زيادة إمكانية الوصول ، هناك أيضًا تركيز وطني متزايد على رفع معايير الجودة لبرامج Head Start وبرامج ما قبل الروضة الممولة من الدولة ، وفي تحسين التدريب والتطوير المهني لمقدمي الرعاية المبكرة. هناك أدلة جوهرية تشير إلى أن تطور الطفولة المبكرة يلعب دورًا كبيرًا في سد فجوة الإنجاز: فقد أظهرت دراسات مختلفة ، بما في ذلك دراسة كارولينا أبسيكاريان ودراسة مركز رعاية الأطفال ودراسة هايسكوب بيري ما قبل المدرسة ، أن برامج ما قبل الروضة يمكن أن يكون لها تأثير إيجابي وطويل الأمد على التحصيل الدراسي للطلاب ذوي الدخل المنخفض والأقليات.   علاوة على ذلك ، تم ربط دور التعليم والنماء في مرحلة الطفولة المبكرة بالنجاح حتى خارج الفصل الدراسي. تساعد برامج ما قبل الروضة الطلاب على تطوير مهارات التفكير الاجتماعي والعاطفي والناقد في سن مبكرة ، وعلى الرغم من أن أياً من هذا لا يمنع آثار الفقر ، إلا أنه يساعد في تخفيف حدة الآثار مع إعداد الطالب بشكل أفضل لمستقبلهم.

#### تضييق فجوة الإنجاز من خلال التكنولوجيا
تم ربط استخدام الكمبيوتر والتكنولوجيا بزيادة تحصيل الطلاب. "عندما يلتزم المعلمون والإداريون بالتزام دائم باستخدام أجهزة الكمبيوتر في الفصل الدراسي ، يزداد تحصيل الطلاب (Mann & Shafer ، 1997). تُظهر التجارب العشوائية أنه يمكن تحسين أداء الطلاب ذوي الأداء المتدني من خلال استخدام التكنولوجيا التي تضبط مستوى صعوبة الكتب ومشكلات الرياضيات التي يتم تقديمها لكل طالب ، مما يزيد من احتمال أن يحقق كل طالب درجات عالية في نهاية مسابقات فهم القراءة للكتاب ودرجات عالية الدقة في مهام الرياضيات اليومية ، مما يزيد من احتمال أن يتمكن كل طالب من الحصول على درجات عالية من الحروف ، ويخلق بيئة منظمة حيث من المحتمل أن يتلقى كل طالب ملاحظات منتظمة وموضوعية وإيجابية تشير إلى أنه أو هي التقدم على أساس يومي ، وتعزيز الكفاءة الذاتية العالية وإحساس قوي بالسيطرة على النتائج الأكاديمية.   هذا يدل على أنه من الممكن زيادة المشاركة والجهد والأداء ، حتى عندما تصبح المهام المقدمة لكل طالب أكثر صعوبة تدريجياً ، إذا تم استخدام التكنولوجيا لإضفاء طابع فردي على صعوبة المهمة وإنشاء هيكل حيث يمكن لجميع الطلاب تحقيق قراءة عالية درجات الفهم والرياضيات على أساس منتظم.  تشير مقارنة فعالية هذا النهج من حيث التكلفة إلى أنه أكثر كفاءة من 22 إستراتيجية أخرى لرفع مستوى تحصيل الطلاب.
بشكل عام ، كان هؤلاء الطلاب الذين التحقوا بالدورات التدريبية عبر الإنترنت وأكملوها هم طلاب جامعيون كبار السن (Fetzner ، 2013 ؛ James ، Swan ، & Daston. 2016؛ Newell، 2007؛ Romero & Usart، 2014).  أيضًا ، يتمتع هؤلاء الطلاب بفرصة أفضل لأداء درجات أعلى في الكفاءة الذاتية (Xie & Huang ، 2014)  والطموحات المهنية المستقبلية أو ارتفاع الدخل (Carr، 2000؛ Park & Choi، 2009). تشير الدراسات إلى أن المتعلمين عبر الإنترنت يميلون إلى تكوين صداقات أقل احتمالًا وأن يصبحوا اجتماعيين (Varela et al. 2012)،  بينما هناك سبب محتمل على سبيل المثال لتجربة العلاقات المخيبة للآمال في سياق التعليم (Romero & Usart، 2014).
كما زعم فريدمان (2007)  أن العالم مستقر ، فقد جعل التعليم عبر الإنترنت التعليم أكثر سهولة بالنسبة لمجموعة واسعة من الطلاب. ولكن هناك أيضًا بعض النقاط المضادة للتعليم عبر الإنترنت على سبيل المثال: نقص الدعم الفني (Palmer & Holt، 2010؛ Yang & Cornelius، 2014)؛  دعم المعلمين غير الكافي (بالمر وهولت ، 2010)؛  الشعور بالعزلة (Reilly ، Gallagher-Lepak ، & Killion ، 2012 ؛ Tucker ، 2014 ؛ Yang & Cornelius ، 2004). 
يبدأ استخدام التكنولوجيا كأداة لتضييق فجوة الإنجاز بالغرض والاتصال والاستماع والتعاون. يمكن تحقيق هذه المهارات من خلال استخدام المدونات الإلكترونية ، ومواقع الشبكات الاجتماعية ، والخلاصات ، وعدد لا يحصى من الوسائط المتعددة. في الفصول الدراسية ، يمكن للطلاب التواصل داخليا ، أو يمكنهم العمل جنبا إلى جنب مع الآخرين الذين يقعون على بعد آلاف الأميال. من خلال استخدام التكنولوجيا ، يمكن أرشفة العروض التقديمية بحيث يمكن مراجعة المادة في أي وقت. «يمكن لجميع المدرسين تسجيل أجزاء مهمة مما يقومون به في الفصل الدراسي ويمكن بعد ذلك أرشفتهم في Weblog الخاص بالصف واستخدامهم من قبل الطلاب الذين قد فاتهم الفصل أو يريدون فقط تجديد معلومات عما حدث.» (ريتشاردسون ، ص 117) 
يتيح الوصول إلى المعلومات على الويب للطلاب ميزة في التعلم. «يُظهر الطلاب على جميع المستويات اهتمامًا أكبر بعملهم وقد تم تعزيز قدرتهم على تحديد مكان عملهم والتأمل فيه بشكل كبير وكذلك فرص التعلم التعاوني» (ريتشاردسون ، ص 28).  تختلف المدونات عن المشاركات أو التعليقات ؛ أنها تتطلب من الطلاب تحليل وتوليف المحتوى والتواصل فهمهم مع ردود الجمهور في الاعتبار.
تم دمج التكنولوجيا في المعايير. على الرغم من أن قانون NCLB يحمّل المناطق التعليمية مسؤولية تحصيل الطلاب ، لا يزال هناك الكثير من الطلاب الذين ليس لديهم الموارد في المنزل للمشاركة بشكل كامل في هذه الأدوات التعليمية الممتازة. يشعر بعض المعلمين أن التكنولوجيا ليست هي الحل ويرون أنها تشكل مخاطرة. لذلك ، لا يتم دائمًا استخدام التكنولوجيا لتحقيق أقصى إمكاناتها من قِبل المعلمين والطلاب ولا يكتسبون مزايا العروض التكنولوجية. «نظرًا لحقيقة أن كمية المعلومات التي يتم نقلها عبر الإنترنت لا تظهر أي علامات على التباطؤ ، إذا لم يتمكنوا من جمع المعلومات ذات الصلة المحتملة لحياتهم ومهنهم وبسرعة في التعرف على أي من هذه المعلومات مفيدة للغاية ، فسيكونون في وضع غير موات.» (ريتشاردسون ، ص 73). 
وفقا لتعداد الولايات المتحدة ، بحلول عام 2012، تشير التقديرات إلى أن 70 ٪ من المنازل سوف يكون الوصول إلى النطاق العريض. في حين أن هذه النسبة كبيرة ، فإنها لا تزال تترك 30 ٪ من الأسر دون الوصول إلى الإنترنت. لقد مدت الحكومة يدها في سد الفجوة العالمية في الإنجاز عن طريق منح التمويل للمناطق التعليمية ذات الدخل المنخفض لبرامج مثل الحوسبة الفردية ، ومع ذلك ، فإن حقيقة أن العديد من هؤلاء الطلاب ليس لديهم القدرة على الإنترنت في المنزل لا تزال قضية رئيسية. قد يؤدي هذا الفجوة الرقمية إلى زيادة فجوة التحصيل مع استمرار تكامل التكنولوجيا بشكل كبير في الدورات الدراسية اليومية لأطفال المدارس. يحتاج الطلاب إلى الوصول إلى الإنترنت خارج المدرسة على أساس منتظم لإكمال الدورات الدراسية الصعبة بنجاح.
ووفقًا للمركز الوطني لإحصاءات التعليم ، فقد لاحظ أن طلاب الصف الثاني عشر من الأميركيين من أصل أفريقي حصلوا على أدنى درجات القراءة بين المجموعات العرقية والإثنية الأخرى. زادت الفجوات في القراءة بين الأميركيين من أصول إفريقية والبيض من عام 1992 إلى الوقت الحاضر (المركز الوطني لإحصاءات التعليم ، 2016).  ادعى Tonsing-Meyer (2013)  أن ممارسة القراءة والكتابة قد تم تحديدها وتم التأكيد عليها في 85 ٪ من مهمة الدورة التدريبية عبر الإنترنت ، مع الأنشطة المرفقة ، والتي قد تحسن هذا الموقف.
من المحتمل أن ينسحب الطلاب الذين يواجهون مشكلات في التكنولوجيا من دوراتهم عبر الإنترنت (Bambara et al. 2009). بالإضافة إلى ذلك ، لا يوجد دعم تقني كافٍ يؤدي أيضًا إلى انخفاض مستوى الطلاب نظرًا لعدم إمكانية حل مشكلاتهم بسرعة (Palmer & Holt، 2010؛ Yang & Cornelius، 2004).
يميل الطلاب الذين كانوا أكثر تركيزًا وانخرطوا في الفصل إلى الحصول على درجات أعلى ؛ يمكن اكتساب ثقتهم بأنفسهم من خلال استخدام الإنترنت اليومي للحياة (Sahin & Shelley ، 2008). كان المتعلمون عبر الإنترنت يتمتعون بالكفاءة الذاتية للإنترنت أعلى من الإناث ، بينما شاركوا أقل في المناقشات (Chang et al. 2014 ؛ Ong & Lai ، 2006).
كما أوضح فليتشر (2015)  ، فإن العوامل المحتملة التي ساعدت طلاب الجامعات الأمريكية من أصل أفريقي على تحقيق النجاح الأكاديمي من خلال التعليم عبر الإنترنت هي: الخبرات التعليمية الإيجابية قبل الكلية ، والبيئات الداعمة في الحرم الجامعي ، والمشاركة في أنشطة الحرم الجامعي ، وتفاعلات أعضاء هيئة التدريس الإيجابية والدعم ونفس الجنس / العلاقات مع أقرانهم ، ودعم الأسرة ، والثقة بالنفس ، والطموحات المهنية المستقبلية والقدرة على مواجهة العنصرية.

#### بيئة الكلية
يحتاج الطلاب ذوو اللون مثل الطلاب الأميركيين من أصول إفريقية إلى بيئة عمياء الألوان لدعمهم في الوصول إلى النجاح الأكاديمي بشكل أفضل. وبهذه الطريقة ، من الأرجح أن يكتسبوا الثقة بالنفس والمرونة التعليمية (تاكر ، 2014).

### آثار تضييق فجوة التحصيل العنصري
جادل عالم الاجتماع كريستوفر جينكس وميريديث فيليبس بأن تضييق فجوة درجات الاختبار بين الأسود والأبيض «من شأنه أن يبذل المزيد من الجهد لتحريك [الولايات المتحدة] نحو المساواة العرقية أكثر من أي بديل مقبول سياسياً».  كما نوقش بالفعل ، هناك أيضًا دليل قوي على أن تضييق الفجوة سيكون له تأثير اقتصادي واجتماعي إيجابي كبير.  

### عالية الأداء والفقر العالي والمدارس الأقليات
توجد استثناءات لفجوة الإنجاز. يمكن للمدارس ذات الغالبية السوداء ، وحتى الفقيرة ، أن تتفوق على المعايير الوطنية ، حيث تعد مدرسة Davidson Magnet School في أوغستا ، جورجيا مثالًا بارزًا. مدرسة أخرى مع مكاسب ملحوظة لطلاب اللون هي أكاديمية أميستاد في نيو هافن ، كونيتيكت.بالإضافة إلى ذلك ، حصلت نورث ستار أكاديمي على جائزة National Blue Ribbon School لمدة عامين على التوالي. تقدم هذه المدارس أساليب تعليمية أكثر صرامة وتقليدية ، بما في ذلك التعليم المباشر . في إحدى الدراسات ، وُجد أن التعليم المباشر هو الطريقة التربوية الأكثر فاعلية لرفع مستويات مهارات طلاب المدينة الداخلية (متابعة المشروع).المدارس السوداء عالية الأداء ليست فريدة من نوعها في القرن العشرين. في واشنطن العاصمة في أواخر القرن التاسع عشر ، كانت المدرسة السوداء ذات الدخل المنخفض في الغالب تقوم بأعلى من ثلاث مدارس بيضاء في الاختبارات السنوية. استمر هذا الاتجاه حتى منتصف القرن العشرين ، وخلال تلك الفترة تجاوزت مدرسة M Street School المعايير الوطنية في الاختبارات الموحدة.

## الفجوة بين الجنسين في الولايات المتحدة
على مدى السنوات الخمسين الماضية ، كانت هناك فجوة في التحصيل التعليمي للذكور والإناث في الولايات المتحدة ، ولكن النوع الذي كان محرومًا من الجنسين قد تذبذب على مر السنين. في السبعينيات والثمانينيات من القرن الماضي ، أظهرت البيانات الفتيات يتخلفن وراء الأولاد في مجموعة متنوعة من مقاييس الأداء الأكاديمي ، وتحديداً في درجات الاختبار في الرياضيات والعلوم.  تُظهر البيانات في السنوات العشرين الماضية الاتجاه العام للفتيات اللائي يتفوقن على الأولاد في التحصيل الدراسي من حيث الصفوف الدراسية في جميع المواد ومعدلات التخرج من الكلية ، ولكن الأولاد يحرزون درجات أعلى في الاختبارات القياسية ويتم تمثيلهم بشكل أفضل في STEM ذات الأجور المرتفعة والأكثر شهرة مجالات (العلوم والتكنولوجيا والهندسة والرياضيات). حقق الطلاب الذكور باستمرار علامات المدرسة أسوأ من الطالبات 1913 حتي 2011 في جميع البلدان التي توجد بيانات.

### الفجوة بين الجنسين في محو الأمية

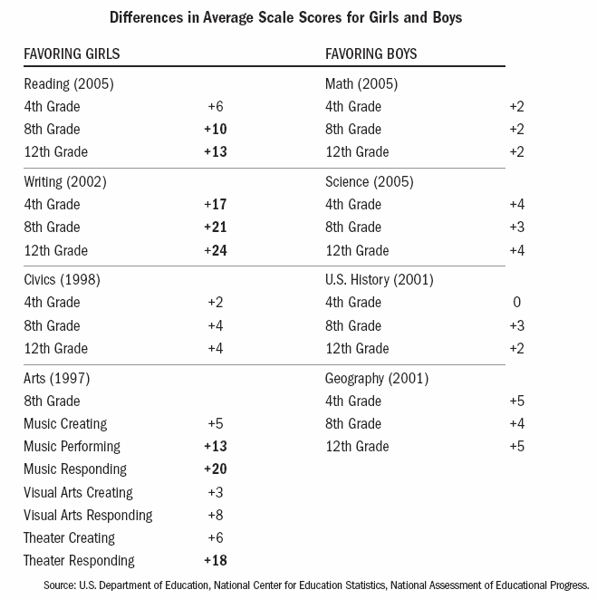
فجوات التحصيل بين الفتيان والفتيات في الولايات المتحدة أكثر وضوحًا في القراءة والكتابة مقارنة بالرياضيات والعلوم.

تقليديا ، تفوقت الفتيات على الأولاد في القراءة والكتابة. على الرغم من أن هذه الفجوة قد تكون ضئيلة في رياض الأطفال ، إلا أنها تنمو مع مواصلة الطلاب تعليمهم. وفقًا لتقييم القراءة القومية لعام 2004 الذي تم قياسه من قِبل وزارة التعليم الأمريكية ، فإن الفجوة بين الأولاد والبنات ، والتي كانت ملحوظة قليلاً في الصف الرابع ، تركت الأولاد 14 نقطة خلف البنات خلال الصف الثاني عشر. في اختبار عام 2008، استمرت الطالبات في الحصول على درجات قراءة أعلى من الطلاب الذكور في جميع الأعمار الثلاثة. كانت الفجوة بين طلاب الصف الرابع والإناث 7 نقاط في عام 2008. بحلول الصف الثاني عشر ، كانت هناك فجوة 11 نقطة بين الذكور والإناث. 
في تقييم الكتابة الوطني لعام 2002، سجل الأولاد في المتوسط 17 نقطة أقل من الفتيات في الصف الرابع. ارتفع متوسط الفجوة إلى 21 نقطة بحلول الصف الثامن واتسع إلى 24 نقطة بحلول السنة العليا في المدرسة الثانوية. في التقييم الوطني الأحدث لعام 2007 لمهارات الكتابة ، استمرت الطالبات في تسجيل درجات أعلى من الطلاب الذكور ، على الرغم من أن الهوامش أغلقت قليلاً عن التقييمات السابقة. وكان متوسط درجة الإناث في الصف الثامن أعلى بـ 20 نقطة من الذكور ، بانخفاض نقطة واحدة عن درجة عام 2002. بالنسبة للصف الثاني عشر ، تفوقت الإناث على الذكور بـ 18 نقطة مقابل 21 نقطة في عام 2002.
وقد أجريت جميع هذه التقييمات على نطاق 100 نقطة.   

### الفجوة بين الجنسين في الرياضيات والعلوم
يعتمد نوع الجنس الذي تعاني منه الفجوة في التحصيل العلمي والرياضي إلى حد كبير على كيفية قياس التحصيل الدراسي. تتمتع الطالبات عمومًا بدرجات أفضل في فصول الرياضيات ، وتبدأ هذه الفجوة في الحد الأدنى للغاية ولكنها تزداد مع تقدم العمر.  ومع ذلك ، فإن الذكور يحرزون درجات أعلى في اختبارات الرياضيات الموحدة ، كما أن هذه الفجوات في النقاط تزداد مع تقدم العمر. يحصل الطلاب الذكور أيضًا على درجات أعلى في مقاييس الاستعداد للكلية ، مثل امتحانات AP Calculus وقسم الرياضيات في SAT.
إن الفروق في درجات التقدير الوطني للتقدم التعليمي (NAEP) بين الأولاد والبنات تتضاعف تقريبًا من الأطفال في عمر 9 سنوات إلى الأطفال في عمر 17 عامًا.  قد يكون هذا التناقض الذي يظهر فيه النوع الاجتماعي أكثر من الإنجاز بسبب حقيقة أن الدرجات في الصف ، وخاصة في المدارس المتوسطة والثانوية ، تعتمد عادة على إكمال الطالب للواجبات المنزلية ، وقد أظهرت الدراسات أن الفتيات يفدن بأنهن يقضين وقتاً في الواجبات المنزلية أكثر من الأولاد. الفجوة بين الجنسين في الرياضيات كبيرة بشكل خاص بين الطلاب المتفوقين. على سبيل المثال ، هناك نسبة الذكور إلى الإناث من 2.1 إلى 1 بين الطلاب الذين حصلوا على 800 في جزء الرياضيات في SAT.
تحدى دراسة واحدة على الأقل وجود فجوة بين الجنسين في الرياضيات. في عام 2008، نشرت جانيت هايد وآخرون دراسة توضح أن الطلاب والطالبات حققوا نتائج جيدة في الاختبارات المعيارية «لا يترك أي طفل» التي أجريت في الصفوف الثاني إلى الحادي عشر في عشر ولايات. ومع ذلك ، وجدت هايد وفريقها فوارق تفضل الذكور في الطرف العلوي من توزيع الإنجاز وحاولوا فحص الفجوات في أسئلة الاختبار الأكثر صعوبة (أظهرت الأبحاث السابقة أن الذكور يتفوقون على الإناث في العناصر الأكثر تحديا)، ولكن الاختبارات التي فحصوها تفتقر إلى العناصر الصعبة بشكل كاف. أثار هذا تساؤلات حول ما إذا كانت لا تزال هناك فجوة بين الجنسين في تحصيل الرياضيات.
يوجد أيضًا تباين كبير بين عدد الرجال والنساء العاملين في مجالات العلوم والتكنولوجيا والهندسة والرياضيات. كانت المرأة ، ولا تزال ، ممثلة تمثيلا ناقصا في هذه المجالات. هذا التمثيل الناقص واضح في توزيع التخصصات الجامعية بين الرجال والنساء ؛ من 1997 إلى 2007، حصلت النساء على 18٪ فقط من شهادات البكالوريوس في الهندسة.

### الفجوة بين الجنسين في التحصيل العلمي
```
(صدر أغسطس 2003) التحصيل العلمي حسب العرق والجنس: 2000 
[
6
]

تعداد عام 2000 موجز
نسبة البالغين 25 عامًا أو أكثر في المجموعة
الرجال 80.1 52.5 26.1 10.0
النساء 80.7 51.1 22.8 7.8
النظام المنسق = المدرسة الثانوية المكتملة = بعض الكلية
درجة البكالوريوس = درجة البكالوريوس م = درجة متقدمة
```

وفقًا للبيانات الحديثة ، فإن 55٪ من طلاب الجامعات من الإناث و 45٪ من الذكور. من عام 1995 حتى عام 2005، زاد عدد الذكور المسجلين في الكلية بنسبة 18 في المائة ، بينما ارتفع عدد الطالبات بنسبة 27 في المائة. التحق الذكور في الكلية بأعداد أكبر من أي وقت مضى ، ولكن أقل من ثلثيهم يتخرجون بدرجة البكالوريوس. زادت أعداد كل من الرجال والنساء الحاصلين على درجة البكالوريوس زيادة كبيرة ، لكن المعدل المتزايد للخريجات الجامعيات يتجاوز المعدل المتزايد للذكور.
في عام 2014، كانت النسبة المئوية للنساء الحاصلات على درجة البكالوريوس أعلى من النسبة المئوية للرجال الحاصلين على درجة البكالوريوس لأول مرة في أمريكا. النساء أيضا كسب درجة الماجستير والدكتوراه أكثر من الرجال.

### الفجوة بين الجنسين في الأرباح مدى الحياة
على الرغم من أن عددًا أكبر من النساء يتخرجن بشهادات جامعية ، إلا أن الرجال ما زالوا يكسبون المزيد بشكل غير متناسب في حياتهم. قد يكون هذا بسبب العديد من العوامل ، بما في ذلك أنواع مختلفة من الوظائف للذكور والإناث. تمثيلا ناقصا في الإناث في مجالات العلوم والهندسة ، والتي ترتبط عادة مع أرباح عالية مدى الحياة. للذكور والإناث تاريخ مختلف في سوق العمل بشكل كبير بناءً على نوع الوظيفة والوقت الذي يقضونه في كل وظيفة. 

### الأسباب المحتملة

#### تفاعلات المعلم
ترتبط كيفية تفاعل الطالب مع المدرسين وتقييمه ارتباطًا وثيقًا بالإنجاز الأكاديمي للطالب في المستقبل. وفقًا للباحث توماس جود ، هناك نظرتان متنافستان حول كيفية تأثير المعلمين بشكل غير مباشر على تحصيل طلابهم. الأول هو أنه من المرجح أن يولي المعلمون اهتمامًا خاصًا ومساعدة إضافية للطلاب الذين يبدو أنهم يكافحون في فصلهم. في فصول القراءة والكتابة ، غالباً ما يكون الطلاب الذكور وراء الطالبات من حيث التحصيل. لذلك ، من المرجح أن يحصل الطلاب الذكور على المزيد من انتباه المعلم ، وهذا التفاعل الإضافي يمكن أن يمنح الذكور ميزة من حيث الإنجاز المستقبلي. الرأي الثاني هو أن المعلمين يطالبون بالمزيد ويظهرون المزيد من الاحترام تجاه الطلاب الذين يرون أنهم متفوقون ، مما يخلق دورة لا يحصل فيها إلا الطلاب الذين يُعتبرون أذكياء على مساعدة إضافية واهتمام المعلم.

#### تقييمات المعلم
تختلف طريقة إدراك المعلمين لمعرفتهم وقدراتهم حسب الجنس وتؤثر على عمليات الفصل وإنجاز الطالب في كل من القراءة والرياضيات. عادة ما يكون لدى المعلمين توقعات أعلى للطلاب الذين يرون أنهم متفوقون أعلى ويعاملون هؤلاء الطلاب باحترام أكبر.  وجدت دراسة أجرتها Tach and Farkas أيضًا أنه عندما يتم تقسيم الطلاب إلى مجموعات قراءة استنادًا إلى قدراتهم ، فمن المرجح أن يُظهر الطلاب في مجموعات القراءة عالية القدرة سلوكيات تعليمية إيجابية وإنجازات أعلى. من المرجح أن يفضل المعلمون الفتيات عند تقييم أنواع القراء التي يبدو أن الطلاب. لأن الدراسات أظهرت أن تصورات المعلمين للطلاب يمكن أن تحدد مقدار الاهتمام الفردي الذي يتلقاه الطالب ويمكن أن تكون بمثابة مؤشر للتقدم الأكاديمي في المستقبل ، إذا قلل المعلمون من قدرات القراءة لدى الذكور واستخدموا تجميع القدرة في فصولهم الدراسية ، فقد يتم وضع الطلاب الذكور في عيب ويكون تعلمهم في قراءة الفصول تتأثر سلبا.  تم العثور على الاتجاه المعاكس في فصول الرياضيات. لا يزال المعلمون يميلون إلى النظر إلى الرياضيات باعتبارها مادة «ذكورية» ويميلون إلى الحصول على توقعات أعلى ومواقف أفضل تجاه طلابهم الذكور في هذه الصفوف.
دراسة لفنيما وآخرون. أظهر أيضًا أن المعلمين يميلون إلى تسمية الذكور عندما يُطلب منهم إدراج «أفضل طلاب الرياضيات». الإناث أكثر عرضة من الرجال للتأثر سلبًا من الطلاب من خلال هذا التقليل من قدراتهم في الرياضيات. هذه التقييمات الخاصة بنوع الجنس من المعلمين ضمنية ؛ عادة لا يكون لدى المعلمين أي فكرة عن أنهم يفضلون أحد الجنسين على الآخر حتى يتم عرض أدلة ملموسة عليهم ، مثل تسجيل فيديو للفصل الدراسي. ومع ذلك ، على الرغم من أن التمييز ضمني ، فإنه لا يزال له آثار سلبية على كل من الطلاب والطالبات. 
هناك أدلة متضاربة حول ما إذا كانت تقييمات المعلم لأداء الطالب وقدرته متوافقة مع التقييمات المعرفية مثل الاختبارات الموحدة. تأتي أدلة تقييم المعلم من عدد صغير نسبيًا من الفصول الدراسية بالمقارنة مع الاختبارات القياسية ، والتي تُدار في كل مدرسة حكومية في جميع الولايات الخمسين.

#### النمطية
هناك تكهنات بأن القوالب النمطية الجنسانية داخل الفصول الدراسية يمكن أن تؤدي أيضًا إلى اختلافات في التحصيل الأكاديمي والتمثيل للطلاب والطالبات. غالبًا ما يُنظر إلى الرياضيات والعلوم كمواضيع «ذكورية» لأنها تؤدي إلى النجاح في المجالات «الذكورية»، مثل الطب والهندسة. من ناحية أخرى ، يُنظر إلى اللغة الإنجليزية والتاريخ على أنهما موضوعان «أنثويان» لأنهما أكثر ارتباطًا بوظائف «أنثوية»، مثل التدريس أو العمل في مجال الرعاية. يمكن أن تؤثر هذه الصور النمطية على تحصيل الطلاب في هذه المجالات. أظهرت الأبحاث حول تهديد القوالب النمطية أن القوالب النمطية الجنسانية تقلل من تقدير الذات لدى العديد من الطالبات ، وهذا الافتقار إلى الثقة الأكاديمية يؤدي إلى القلق وضعف الأداء في اختبارات الرياضيات.

#### التنشئة الاجتماعية الوالدين
كيف يمكن لآباء الطفل أن ينظروا إلى مهاراته يمكن أن تسهم في فجوة التحصيل بين الجنسين في التعليم. أظهرت دراسة أجراها جاكوبس وإكليس أن البالغين يصنفون الإناث على أنهن يتمتعن بمهارات اجتماعية أفضل من الأطفال الذكور ، وأن البنات أكثر عرضة لأن يُنظر إليهن على أنهن «أطفال جيدون» أكثر من الأولاد.  يمكن لهذه القوالب النمطية القائمة على النوع الاجتماعي أن تديم فجوة التحصيل بين الجنسين في التعليم من خلال التأثير على تصورات الوالدين لمهارات أطفالهم ، ويمكن أن تؤثر هذه التصورات على أنواع الأنشطة والمواضيع التي يوجه الآباء أطفالهم نحوها.

#### العوامل الاجتماعية والاقتصادية
فجوة التحصيل بين الجنسين ، التي تقاس بعشرات الاختبارات القياسية والتعليق والغياب ، لصالح الطالبات ، أكبر في المدارس الأسوأ والأسر ذات الدخل المنخفض. وبالتالي فإن الفقر ونوعية المدارس مسؤولان جزئياً عن هذه الفجوة.

#### التنظيم الذاتي والضمير
تميل الفتيات إلى الحصول على مهارات التنظيم الذاتي أفضل من الفتيان. [لماذا؟] ترتبط مهارات التنظيم الذاتي بالوقت الذي تقضيه في الواجبات المنزلية والوقت الذي تقضيه في تدوين الملاحظات في الفصل. هذا يساهم في حصول الفتيات على درجات أفضل من الأولاد في جميع المواد. انظر الاختلافات الجنسية في علم النفس .

#### علم الأحياء
إن فكرة أن يكون أحد الجنسين في المتوسط بطبيعته بطبيعته أقل من الناحية الجينية ، هو فكرة مثيرة للجدل ويعزوها منتقدو الفكرة إلى التمييز الجنسي التاريخي أو المعاصر.
جادل معظم الباحثين عن عدم وجود فروق جنسية كبيرة في عامل g أو الذكاء العام ،    بينما طالب آخرون بذكاء أكبر للذكور ،    وغيرها من الإناث.  تعتمد هذه النتائج على المنهجية،  اختبارات الباحثين المستخدمة لمطالباتهم ،  والأداء الشخصي للمشاركين. 
على افتراض وجود اختلافات حقيقية بين الجنسين في الذكاء العام ، من الصعب الإجابة عن الطبيعة مقابل السؤال المثار - ما إذا كانت مثل هذه الاختلافات وراثية بطبيعتها ، أو بسبب عوامل بيئية. يمكن أن تؤثر الاختلافات في أدوار الجنسين في ثقافة معينة ، وكذلك التمييز الجنسي، على اهتمامات الشخص وفرصه وأنشطته بطريقة قد تزيد أو تقلل من القدرات الفكرية لأي مهمة معينة. لأسباب أخلاقية وعملية ، ليس من الممكن بشكل عام إجراء تجربة تنشئة الأطفال دون هوية جنس أو التي تحدد هوية جنس بشكل عشوائي ، لتمييز آثار التنشئة الاجتماعية عن علم الوراثة.
يشير الباحثون المهتمون بفجوة الإنجاز بين الجنسين إلى الاختلافات البيولوجية ، مثل بنية الدماغ وتطوره ، كسبب محتمل لتفوق أحد الجنسين على الآخر في بعض الموضوعات. على سبيل المثال ، فحصت جامعة فرجينيا للتكنولوجيا التي أجريت في عام 2000 أدمغة 508 أطفال ووجدت أن مناطق مختلفة من الدماغ تتطور في تسلسل مختلف لدى الفتيات مقارنة بالأولاد.
تؤثر سرعة النضج المختلفة للدماغ بين الأولاد والبنات على كيفية معالجة كل جنس للمعلومات وقد تكون لها آثار على كيفية أدائهم في المدرسة.

### آثار الفجوة بين الجنسين
من المهم معالجة فجوة التحصيل بين الجنسين في التعليم لأن الفشل في تنمية المواهب الأكاديمية لأي مجموعة واحدة سيكون له عواقب سلبية كلية. إذا كانت المرأة ممثلة تمثيلا ناقصا في مجالات العلوم والتكنولوجيا والهندسة والرياضيات ، وإذا كان تمثيل الرجال ناقصا في العلوم الاجتماعية والإنسانية ، فإن كلا الجنسين يفتقدان الفرص لتطوير مجموعات مهارات متنوعة يمكن أن تساعدهن في مكان العمل.
إذا استمرت فجوة التحصيل بين الجنسين في التعليم ، فهل توجد صورة نمطية مفادها أن الطب والعلوم والهندسة كلها مجالات «ذكورية» وأن النساء ينتمين إلى مجالات مثل التدريس أو الإرشاد أو العمل الاجتماعي. يمكن أن يؤدي هذا القولبة النمطية إلى الصورة التي تُرى أن النساء اللائي يتابعن مهنهن في حقول STEM «نردي» أو «العبقري غريب الأطوار»، وهذا يمكن أن يكون له تأثير ضار على تقدير الذات للإناث اللائي يختارن الدخول في هذه الحقول. 
لقد وجد الباحثون أن فجوة التحصيل بين الجنسين لها تأثير كبير على الخيارات الوظيفية المستقبلية للطلاب المتفوقين. جزء من هذا هو نتيجة لتخصصات الكلية التي يختارها الرجال والنساء ؛ الرجال أكثر عرضة للتخصص في الهندسة أو العلوم الصعبة ، في حين أن النساء أكثر عرضة لتلقي شهادات في اللغة الإنجليزية أو علم النفس أو علم الاجتماع. لذلك ، من المرجح إحصائيًا دخول الرجال في وظائف ذات إمكانات أكبر للحصول على أرباح طويلة الأجل أكثر من النساء. 
تتمتع الوظائف التي تتوافق مع هذه التخصصات بمستويات مختلفة من المكانة والمرتبات المختلفة ، مما قد يؤدي إلى فجوة في الأجور بين الجنسين . تشير بيانات الإحصاء الأمريكي إلى أن النساء اللائي يعملن بدوام كامل يكسبن 77٪ فقط مما يكسبه نظرائهن الذكور. بالنسبة للرجال والنساء الذين تخرجوا من الجامعة لمدة عشر سنوات ، تحصل النساء على 69٪ فقط من رواتب عمالهن الذكور. 

### محاولات للحد من الفجوة بين الجنسين
تم إجراء العديد من الدراسات حول التدخلات الهادفة إلى تقليل فجوة التحصيل بين الجنسين في فصول العلوم. بعض التدخلات ، مثل وضع برامج توجيه تستهدف النساء أو إعادة هيكلة منهج الدورة ، كانت محدودة النجاح. كانت التدخلات الأكثر نجاحًا شكلاً من أشكال التدخلات النفسية التي تُسمى تأكيد القيم. في دراسة شهيرة حول تحصيل المرأة في العلوم الجامعية من إعداد مياكي وآخرون ، نجح تأكيد القيم في تقليل الاختلافات بين التحصيل الدراسي للذكور والإناث في فصول الفيزياء التمهيدية على مستوى الكلية ، وكان فعالًا بشكل خاص في مكافحة الظاهرة النفسية المعروفة كما تهديد الصورة النمطية . 
تتطلب تمارين تأكيد القيم من الطلاب إما الكتابة عن أهم قيمهم أو عن قيمهم الأقل أهمية مرتين في بداية الدورة التي تستغرق 15 أسبوعًا. بعد هذا التدخل ، زادت الدرجات الشرطية للنساء المقيدين في الدورة من C إلى B. التدخلات النفسية مثل هذا تظهر وعدًا بزيادة تحصيل النساء في دورات الرياضيات والعلوم وتقليل فجوة التحصيل الموجودة بين الجنسين في هذه مجالات الموضوع ، ولكن يجب إجراء مزيد من البحوث من أجل تحديد ما إذا كانت الآثار الإيجابية طويلة الأمد.

## فجوة الإنجاز المثلي
تشير فجوة التحصيل في LGBT إلى الفرق في الأداء الأكاديمي والإنجاز بين شباب LGBT وأقرانهم من جنسين مختلفين . تاريخياً ، لم يحظ ظرف الشباب المثليين في التعليم باهتمام كبير من العلماء ووسائل الإعلام. يشير المصطلح LGBT إلى المثليات والمثليين ومزدوجي الميل الجنسي ومغايري الهوية الجنسانية، لكن غالبًا ما يُفهم أنه يشمل الأقلية الجنسية . قبل نهاية القرن ، كان هناك القليل من الأبحاث في موضوع السكان المثليين في المدارس. ومع ذلك ، مع الدراسة المتكررة لشبكة المثليين والمثليات والتعليم المستقيم (GLSEN) حول المناخ المدرسي في الولايات المتحدة لطلاب LGBT ، هناك الآن مزيد من المعلومات التي تشير إلى وجود فجوة في التحصيل. يميل طلاب LGBT في الولايات المتحدة إلى الحصول على معدل تراكمي أقل من أقرانهم من جنسين مختلفين ، بالإضافة إلى ارتفاع معدلات التغيب عن الدراسة والتسرب. هناك العديد من الأسباب المفترضة لهذه الفجوة في الإنجاز ، بالإضافة إلى الجهود المبذولة لتخفيف التفاوت.
في المدارس الثانوية بالولايات المتحدة ، غالبًا ما يكون لدى الشباب المثليين تجارب أكثر صعوبة مقارنة بأقرانهم من جنسين مختلفين ، مما يؤدي إلى قلة التحصيل الملحوظ ، على الرغم من محدودية البيانات الحالية. في ولاية ماساتشوستس ، يقل احتمال حصول الشباب المثليين على 12 في المائة على درجات A و B عن أقرانهم من جنسين مختلفين.  تشير تقارير GLSEN إلى أن 92.3٪ من شباب الجامعات المثليين تعرضوا للمضايقات في عام 2011، مقارنة بحوالي 25٪ من عامة الشباب (كما ذكرت وزارة العدل بالولايات المتحدة).    بين الشباب المثليين ، أفاد أولئك الذين يتحملون مضايقات أشد انخفاضًا في معدل تراكميهم عن شباب المثليين الذين يعانون من مضايقات أقل (2.9 إلى 3.2 على التوالي). كما أن شباب المثليين ذوي الميول الجنسية المثلية الأقل تعرضًا للمضايقات هم أيضًا أكثر عرضة للتخطيط للتعليم العالي بمقدار الضعف مقارنة بأقرانهم الذين يعانون من ضحية عالية ، مما يشير إلى قلة الاهتمام العام بالمدارس بين الشباب المثليين. 
الاستغناء عن العمل والتغيب هي أيضا مخاوف من مثلي الجنس من الشباب. وفقًا لتقرير الجمعية الوطنية للتعليم حول طلاب LGBT ، من المحتمل أن يفكر طلاب المثليين ومزدوجي الميل الجنسي في التسرب من الطلاب من جنسين مختلفين ، كما أن الطلاب المتحولين جنسياً أكثر احتمالًا.  حالات عالية من التسرب تمنع طلاب LGBT من متابعة التعليم العالي. نظرًا لأن معظم الدراسات تركز على الطلاب الملتحقين بالمدرسة ومن الصعب العثور على عينة من الطلاب الشباب خارج المدرسة ، فمن الصعب الحصول على عدد دقيق من شباب المثليين الذين تسربوا من المدرسة.  على الرغم من أن العديد من طلاب LGBT لا يتسربون ، إلا أنهم غالبًا ما يغيبون عن المدرسة لأنهم يشعرون بعدم الأمان. على مستوى البلاد ، يفتقد حوالي 50٪ من الطلاب الذين يتعرضون لمضايقات لفظية شديدة ، و 70٪ من الطلاب الذين يتعرضون لمضايقات جسدية شديدة للمدرسة مرة واحدة شهريًا بدافع القلق على سلامتهم.  تشير الدراسات في مدارس ماساتشوستس إلى أن طلاب المثليات والمثليين ومزدوجي الميل الجنسي ومغايري الهوية الجنسانية (LGBT) يزيد احتمال تفويتهم عن الجنس الآخر بمقدار ست مرات. وبالمثل ، فإن الطلاب في كاليفورنيا الذين يتحملون التحرش «بسبب الميول الجنسية الفعلية أو المتصورة» هم أكثر عرضة بثلاثة أضعاف من احتمال أن يفقد الطلاب من جنسين مختلفين غير مضايقات المدرسة ، مما يعني أنه حتى الطلاب من جنسين مختلفين يتعرضون للمضايقة بسبب ميلهم الجنسي يتحملون بعض هذه المشكلات. 
على الرغم من هذه الأدلة من التجارب السلبية ، فإن بعض المثليين يجدون فوائد إيجابية في الخروج . الطلاب الخارجون ، بينما يتلقون مضايقات متزايدة من أقرانهم من المثليين ، لديهم حالات أقل من الاكتئاب وشعور أكبر بالانتماء ، وهي ظاهرة موثقة جيدًا في دراسات أخرى للمثليين.  
على الرغم من أن الاعتقاد الشائع يعزو الشذوذ الجنسي إلى مستويات التعليم العالي ، إلا أن المزيد من الدراسات الحالية تشير إلى خلاف ذلك ، على الأقل بين النساء. تشير دراسة استقصائية واسعة النطاق أجرتها مراكز السيطرة على الأمراض والوقاية منها إلى أن هوية المثليات والمثليين ومزدوجي الميل الجنسي ومغايري الهوية الجنسانية ، بين النساء ، ترتبط عكسيا بمستوى التعليم ، مما يعني أنه بالنسبة لكل مستوى تعليمي تدريجي ، تتناقص النسبة المئوية للنساء اللائي يعرفن أنه المثليين. على سبيل المثال ، في حين أن 6.7٪ من النساء غير الحاصلات على شهادة الثانوية العامة يعرّفن بأنهن مثليات أو ثنائيي الجنس أو أي شيء آخر ، فإن 2.9٪ فقط من النساء الحاصلات على درجة البكالوريوس أو أعلى يحددن ذلك. أظهرت الدراسة نفسها عدم وجود علاقة ذات دلالة إحصائية بين هوية LGBT والتعليم للرجال. تشير الدراسات التي أجريت على طلاب LGBT في الكلية إلى أن طلاب LGBT ، رغم أنهم لا يتحملون نفس المضايقات والصراعات التي يواجهها شباب LGBT في المدارس الثانوية ، لا يزالون يتمتعون بتجارب مختلفة عن أقرانهم من جنسين مختلفين ، وأحيانًا للأفضل: في بعض الأحيان يكون الرجال المثليون في الكلية لديهم نسب تراكمي أعلى بكثير أكثر انخراطا في الأنشطة اللامنهجية من أقرانهم من جنسين مختلفين. في الواقع ، وجدت دراسة وجود علاقة إيجابية بين التحصيل العلمي والشذوذ الجنسي والجنس الآخر غير الحصري بين الرجال. في الدراسة ، كان الرجال المثليون أقل عرضة للفشل في التخرج من المدرسة الثانوية مقارنة بالرجال من جنسين مختلفين تمامًا (3.94٪ مقابل 9.91٪) وكانوا أكثر عرضة لإكمال الكلية (43.86٪ مقابل 26.46٪). غير أن النساء المثليات وثنائيي الجنس ذكرن أنهن أقل ارتياحًا لتعليمهن من النساء من جنسين مختلفين في الكلية.  

### أسباب فجوة التحصيل المثلي
هناك العديد من التفسيرات المحتملة لفجوة تحقيق LGBT. مع إجراء دراسات مستفيضة حول التجارب الشخصية لشباب LGBT من قبل GLSEN وفريق عمل المثليين والسحاقيات ومنظمات أخرى ، تبرز بعض القضايا ذات الصلة بشباب LGBT على أنها تؤثر على النتائج الأكاديمية.
السبب الأكثر موثقة ودراسة على نطاق واسع من التحصيل الدراسي من قبل طلاب LGBT هي مشكلة البلطجة في المدارس.   60٪ من الطلاب من أي هوية جنسية يشعرون بعدم الأمان في المدرسة ، 60٪ منهم يشعرون بذلك بسبب ميولهم الجنسية. وبشكل أكثر تحديدًا ، يؤدي تصور البلطجة للتوجه الجنسي للطالب أو عدم المطابقة بين الجنسين - وليس بالضرورة الهوية الجنسية الفعلية للفرد - إلى البلطجة. وبسبب هذا ، يمكن للطالب غير المتوافق مع الجنس من جنسين بعد تجربة بعض النتائج الأكاديمية نفسها التي تعزى إلى طلاب LGBT.  تخطى 33٪ من طلاب LGBT في جميع أنحاء البلاد المدرسة في عقد إيجار مرة واحدة في شهر واحد من أجل السلامة الشخصية ، وهؤلاء الطلاب الذين فاتتهم المدرسة أكثر عرضة ثلاث مرات لمحاولة الانتحار من أولئك الذين لم يفوتوا المدرسة. 
بالإضافة إلى خبرتهم في التعليم المدرسي ، غالبًا ما يكون لشباب LGBT بيئات منزلية سلبية. لدى شباب المثليين موقف فريد جدًا حيث قد لا يجدوا أي دعم من أسرهم. عند الخروج إلى والديهم ، التقى 50٪ من المراهقين المثليين جنسياً برد فعل سلبي.   تشير دراستان إلى أن حوالي 30٪ من شباب المثليين واجهوا عنفًا جسديًا و 26٪ طُردوا من المنزل. هذا الخطر أعلى للمراهقين المتحولين جنسيا.  بسبب هذه البيئات المنزلية السلبية ، تقدر فرقة العمل الوطنية للمثليين والمثليات ، استنادًا إلى دراسات في سياتل ، أن 40٪ من جميع الشباب المشردين في الولايات المتحدة هم من المثليين ، مقارنة بنحو 3.5٪ من عامة السكان.   بالإضافة إلى ارتفاع خطر تعرض هؤلاء الشباب المشردين للعنف الجنسي وإساءة استخدام المخدرات والدعارة، وكل ذلك سيؤثر على الأداء (أو الحضور العام) في المدرسة ، فقد لا يتمكن هؤلاء الشباب من التسجيل في المدرسة على الإطلاق. بعض المدارس العامة إما مترددة أو جاهلة في تسجيل الطلاب المشردين ، مما يحبط بشكل كبير سعي المراهق للفرص التعليمية.  

### الحلول المقترحة لفجوة تحصيل فئات LGBT
واقترحت المنظمات القائمة على الحكومة وكذلك المنظمات المستقلة التي تركز على قضايا التعليم أو المثليين جنسياً حلولاً لتحسين تجارب شباب المثليين في المدارس. أحد هذه الحلول هو إدراج الموضوعات المتعلقة بالجنس المثلي في منهج المدرسة ، والتي تظهر لتحسين أداء شباب المثليين في المدرسة. عند إجراء الدراسة الاستقصائية ، قام موظفو المدارس في كاليفورنيا وماساشوستس ومينيسوتا بتصنيف خطط الدروس باعتبارها الحاجة القصوى في معالجة مخاوف المثليين.  يقترح مجلس المعلومات والتربية الجنسية في الولايات المتحدة تضمين منهج المثليين في فصول الصحة المدرسية والتربية الجنسية. تهدف المناهج الدراسية المقترحة إلى تعليم الطلاب ، خلال فترة تعليمهم حتى الصف الثاني عشر ، فهم الميول الجنسية وكذلك أدوار الجنسين ، ومعاملة الآخرين باحترام ، من بين مفاهيم أساسية أخرى. ومع ذلك ، فإن العديد من الولايات في الولايات المتحدة بما فيها ألاباما وتكساس وأريزونا وغيرها ، لديها قوانين تحظر صراحة إدراج الشذوذ الجنسي في التعليم. ألاباما وتكساس القوانين حتى شرط تعليم أن المثلية الجنسية ليست أسلوب حياة مقبول. توجد معارضة كبيرة لتغيير هذه القوانين في هذه الولايات ، مما يحول دون إدراج منهج المثليين.
توصي NEA بإدراج سياسات مدرسية محددة تحمي المثليين من التحرش والبلطجة. طلاب LGBT في ماساتشوستس الذين يذهبون إلى المدارس مع سياسات السلامة فيما يتعلق بطلاب LGBT هم أكثر عرضة بنسبة 3.5 أضعاف للحصول على الدرجات A و B من الشباب LGBT في المدارس الأخرى.  بالإضافة إلى ذلك ، يمكن للمنظمات الطلابية مثل تحالف مثلي الجنس على التوالي (GSAs) تحسين تجربة شباب المثليين في المدارس. حتى عندما لا يشارك طلاب LGBT في GSA بمدرستهم ، فإن وجود المنظمة بحد ذاته يمكن أن يقلل من تهديد وإصابة طلاب LGBT بمقدار الثلث ، ويقلل من محاولات الانتحار LGBT بنسبة 50٪ تقريبًا. كان طلاب LGBT في مدارس ماساتشوستس الحاصلين على شهادات GSA أكثر ضعفًا في كسب الدرجات A و B من طلاب LGBT في المدارس التي لا تحتوي على GSAs. 

## فجوة من المولودين في الخارج وراء المهاجرين
تتغير معدلات التحصيل العلمي عندما يتعلق الأمر بمقارنة الأجناس نفسها ضد المهاجرين أو الطلاب المولودين في الخارج. أفادت مجموعات المهاجرين من إفريقيا السوداء ومنطقة البحر الكاريبي إلى الولايات المتحدة بأن مستويات التعليم فيها أعلى من أي مجموعة أخرى. من بين جميع المقيمين في الولايات المتحدة المولودون في الخارج ، يتمتع الأفارقة المولودون في الخارج (أولئك الذين يأتون من القارة الأفريقية) في الوقت الحاضر [متى؟] بمستوى تعليمي أعلى من أي مجموعة عرقية أو إثنية أخرى في الولايات المتحدة.  إنهم يميلون إلى أن يكونوا على درجة عالية من التعليم وأن يجيدوا اللغة الإنجليزية. تم الإبلاغ عن هذا الاتجاه لأول مرة في التسعينيات من قبل مجلة السود في التعليم العالي ،  وما زالت مستمرة حتى اليوم. [متى؟] وفقا لبيانات من إحصاء الولايات المتحدة لعام 2000 ، «حصل 43.8 في المائة من المهاجرين الأفارقة على شهادة جامعية ، مقارنة بـ 42.5 من الأميركيين الآسيويين ، و 28.9 في المائة من المهاجرين من أوروبا وروسيا وكندا و 23.1 في المئة من سكان الولايات المتحدة ككل.»  يختلف مقدار التحصيل العلمي حسب المجموعة. وفقا لتعداد الولايات المتحدة ، من بين السكان الأفارقة ، أفاد النيجيريون لديهم أعلى مستوى من التعليم.

## دين
يختلف مقدار التعليم المكتمل اختلافًا كبيرًا بين أعضاء الديانات في الولايات المتحدة. الهندوس واليهود ، على سبيل المثال ، هم أكثر احتمالا من عامة السكان لإكمال التعليم الجامعي ، في حين أن أعضاء الكنائس الإنجيلية والكنائس السوداء البروتستانتية التاريخية وشهود يهوه أقل احتمالًا (21٪ و 15٪ و 12٪ على التوالي).
الأديان الأمريكية مرتبة حسب النسبة المئوية للإبلاغ عن درجة جامعية: 
| الترتيب | اسم                           | المدرسة الثانوية أو أقل | بعض الكليات | Post Grad | الكلية الكلية + |    |
| 1       | هندوسي                        | 12                      | 11          | 29        | 48              | 77 |
| 2       | يهودي                         | 19                      | 22          | 29        | 31              | 59 |
| 3       | بوذي                          | 20                      | 33          | 28        | 20              | 47 |
| 4       | ملحد                          | 26                      | 31          | 26        | 16              | 43 |
| 5       | محايد دينيا                   | 23                      | 36          | 25        | 16              | 42 |
| 6       | المسيحية الأرثوذكسية          | 27                      | 34          | 21        | 18              | 40 |
| 7       | مسلم                          | 36                      | 25          | 23        | 17              | 39 |
| 8       | الأديان الأخرى                | 29                      | 38          | -         | -               | 34 |
| 9       | المورمون                      | 27                      | 40          | 23        | 10              | 33 |
| 10      | البروتستانتية الرئيسية        | 37                      | 30          | 19        | 14              | 33 |
| 11      | مسيحي آخر                     | 26                      | 43          | -         | -               | 31 |
| 12      | مستقلين (12.1 ٪)              | 38                      | 32          | 18        | 11              | 29 |
|         | عامه السكان                   | 41                      | 32          | 17        | 11              | 27 |
| 1       | كاثوليكي                      | 46                      | 27          | 16        | 10              | 26 |
| 14      | لا شيء على وجه الخصوص         | 45                      | 32          | 15        | 9               | 24 |
| 15      | الانجيليه البروتستانتية       | 43                      | 35          | 14        | 7               | 21 |
| 16      | تاريخيا البروتستانتية السوداء | 52                      | 33          | 9         | 6               | 15 |
| 17      | طائفة شهود يهوه               | 63                      | 25          | 9         | 3               | 12 |

## الصم مقابل السمع
| التحصيل العلمي (الولايات المتحدة ، 2015، البالغون 25-64) | التحصيل العلمي (الولايات المتحدة ، 2015، البالغون 25-64) | التحصيل العلمي (الولايات المتحدة ، 2015، البالغون 25-64) | التحصيل العلمي (الولايات المتحدة ، 2015، البالغون 25-64) | التحصيل العلمي (الولايات المتحدة ، 2015، البالغون 25-64) |
| مجموعة                                                   | المدرسة الثانوية                                         | بعض الكليات                                              | البكالوريوس                                              | درجة أعلى                                                |
| -------------------------------------------------------- | -------------------------------------------------------- | -------------------------------------------------------- | -------------------------------------------------------- | -------------------------------------------------------- |
| سمع                                                      | 89 %                                                     | 63٪                                                      | 33%                                                      | 12%                                                      |
| الصمم أو ضعاف السمع دون أي إعاقة إضافية                  | 88٪                                                      | 56٪                                                      | 23%                                                      | 8%                                                       |
| الصمم أو ضعاف السمع من ذوي الإعاقة المتنقلة              | 74٪                                                      | 41%                                                      | 9%                                                       | 4%                                                       |
| الصمم أو ضعاف السمع والمكفوفين                           | 72٪                                                      | 40%                                                      | 11%                                                      | 4%                                                       |
| الصمم أو الإعاقة السمعية والإعاقة الإدراكية              | 72٪                                                      | 38%                                                      | 9%                                                       | 3٪                                                       |
| الصمم أو ضعاف السمع وصعوبة العيش المستقلة                | 71%                                                      | 36٪                                                      | 9%                                                       | 3٪                                                       |

## قراءات لاحقة
- Arrow، Kenneth؛ Bowles، Samuel؛ Durlauf، Steven، المحررون (2000). Meritocracy and Economic Inequality. Princeton (NJ): دار نشر جامعة برنستون. ISBN:978-0-691-00468-6.
- Shapely، KS، Sheehan، D. Maloney، C. & Caranikas-Walker، F. (2010). تقييم الإخلاص في تنفيذ الغمر التكنولوجي وعلاقته بإنجاز الطلاب. مجلة التكنولوجيا والتعلم والتقييم
- ييه ، ستيوارت س.2017). حل فجوة التحصيل: التغلب على هيكلية عدم المساواة في المدارس. نيويورك: بالجريف.

## وصلات خارجية
- أسبوع التعليم : فجوة الإنجاز
- فجوة الإنجاز وإلغاء التمييز العنصري
- ما يمكن أن تفعله المدارس لتقليل فجوة الإنجاز
- التباينات العنصرية والتمييز في التعليم نسخة محفوظة 22 نوفمبر 2004 على موقع واي باك مشين.